# 쾰른 대성당

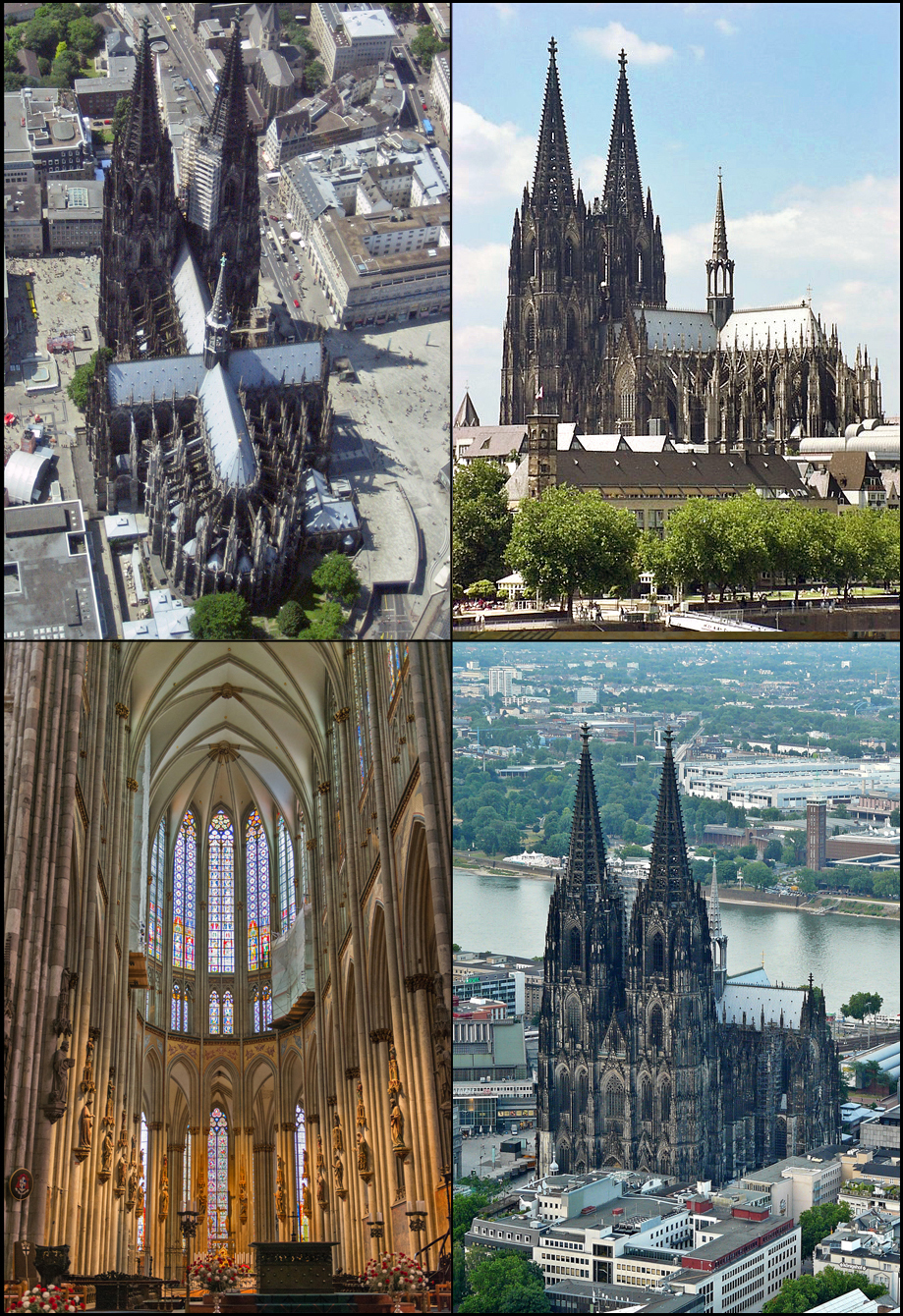
쾰른 대성당의 모습

쾰른 대성당(독일어: Kölner Dom, 정식 명칭: Hohe Domkirche St. Peter)은 독일 쾰른에 있는 로마 가톨릭교회의 성당이다. 고딕 양식으로 지어졌다. 쾰른 대교구의 주교좌 성당이라 쾰른 주교좌 성당이라고도 불린다. 현재 쾰른 대교구의 교구장은 라이너 마리아 뵐키 추기경이다. 이 성당은 독일에서 가장 잘 알려진 건축물로, 성 바실리 대성당에 이어, 1996년 유네스코 세계유산으로 등재되었다. 유네스코에서는 쾰른 대성당을 일컬어 “인류의 창조적 재능을 보여주는 드문 작품”이라고 묘사하였다. 매일 2만여 명의 관광객이 이 성당을 찾는다.
쾰른 대성당은 높이 157.38미터로, 울름 대성당에 이어 유럽에서 두 번째, 세계에서는 세 번째로 높은 로마네스크·고딕 양식 성당이다. 신성 로마 제국 시절 이탈리아 원정을 통해 가져온 동방 박사 3인의 유골함을 안치하기 위한 건축물로서 1248년부터 짓기 시작했다. 대성당은 고딕 양식으로 설계되었지만, 오랜 건축 기간을 거쳐 결국 1880년에 네오 고딕 양식으로 완공되었다. 완공 이후 1884년까지 세계에서 가장 높은 건축물이었다. 라인강변 언덕 위에 지어졌으며, 대성당 주변에는 쾰른 중앙역과 호엔촐레른 철교, 루트비히 박물관, 로마 게르만 박물관 등이 있다.

## 건축 작품으로서의 대성당

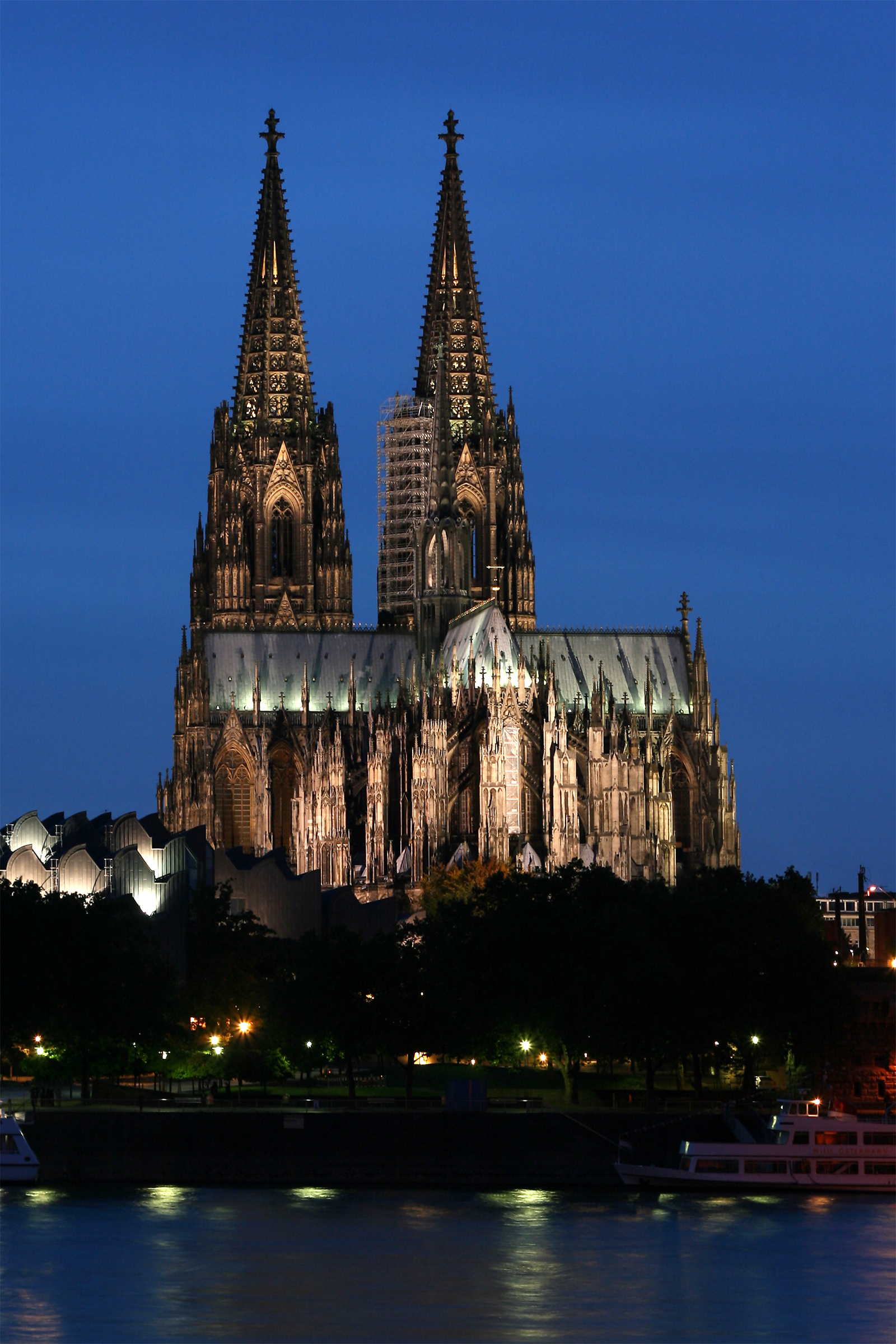
저녁의 쾰른 대성당

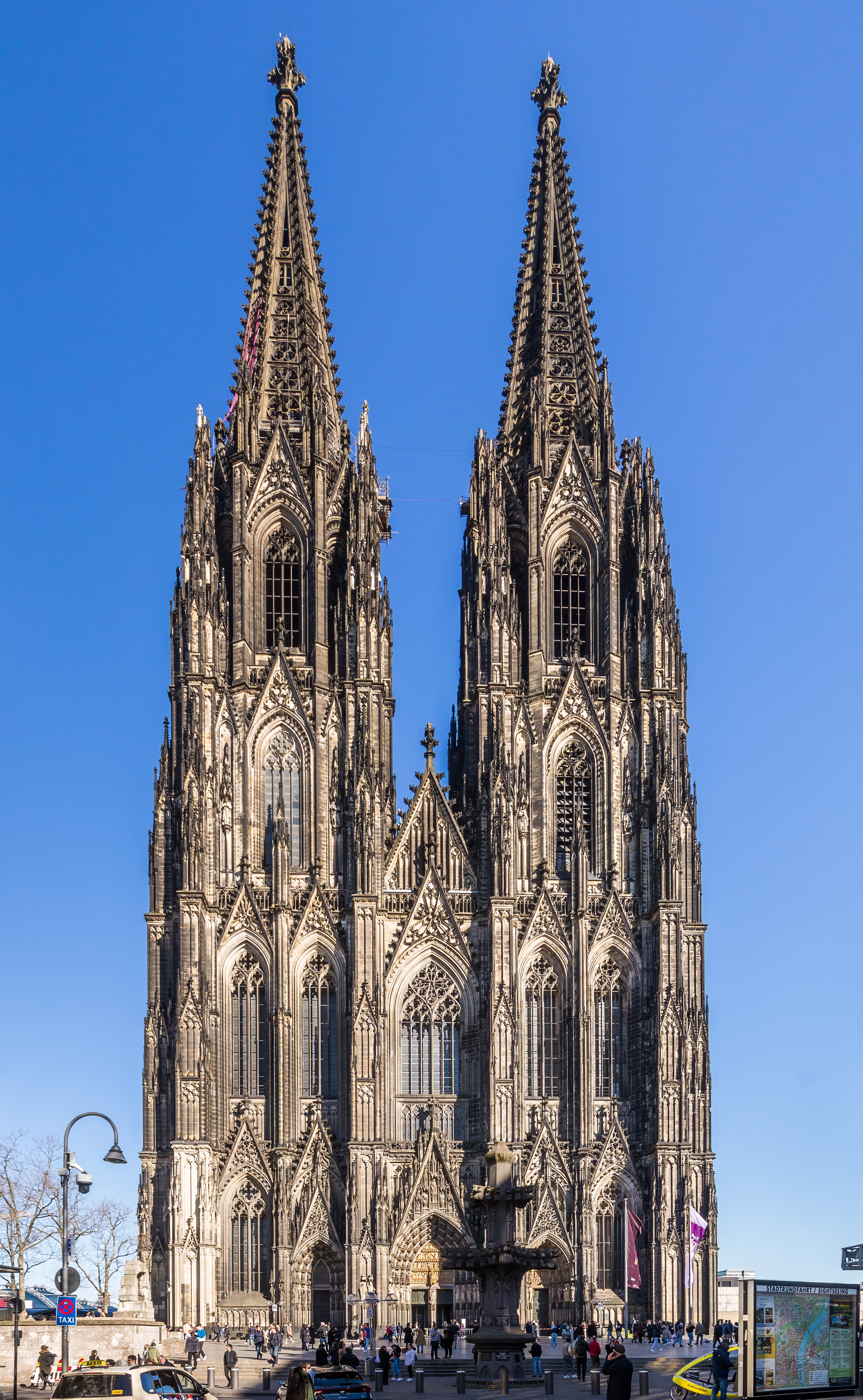
쾰른 대성당 서쪽 정면

쾰른 대성당은 세계에서 세 번째로 큰 고딕 양식의 성당이다. 많은 예술역사학자들은 이 대성당을 후기 중세 고딕 건축물의 완전 품이자 보석이라고 표현하였다. 쾰른 대성당이 13세기 중세시대에 착공되어 19세기가 되어서야 완공되었다는 사실로 왜 그러한 극찬이 나왔는지 짐작할 수 있다. 대성당은 개성 있는 거대한 두 개의 탑 때문에 거대한 외양을 갖추고 있는데, 원래 이 두 개의 탑은 1814년에 설계가 변경되어 네오 고딕 양식으로 지어진 것으로, 19세기 산업 혁명으로 발명된 증기기관의 힘으로 지어질 수 있었다.
쾰른 대성당은 1996년 유네스코의 세계문화유산으로 등재되었다. 두 개의 탑을 포함한 서쪽 전면의 거대한 면적은 무려 약 7,100m²에 도달한다. 1880년부터 워싱턴 기념탑이 세워진 1884년까지 4년간 세계에서 가장 높은 건물이었으며 2004년 이래 연간 6백만명의 관광객이 다녀갈 만큼 독일에서 가장 유명한 건축물이다. 2005년 8월에는 독일 출신의 교황 베네딕토 16세가 세계 청년 대회를 맞아 대성당을 방문하였다.
쾰른 대성당은 원래 건축 재료인 조면암의 색에 따라 하얀색이었으나 제2차 세계 대전 당시 폭격과 매연으로 검게 변했다. 현재 쾰른 대성당 건설 조합은 대성당을 보수하고 변색을 복원하는 작업에 있다.

## 역사

### 로마 시대
현재의 쾰른 대성당은 1248년부터 지어진 건축물이며, 이전 시대에도 같은 자리에 다른 건축물들이 존재했었다. 쾰른이 로마제국의 식민지였던 1~4세기 사이에 지어진 로마식 주택 흔적이 발견되었으며 내진 밑에서 발굴된 고고학적 증거에 따라 최소한 4세기 이후부터 당시 쾰른의 첫 교구장 주교였던 마테르누스의 지시로 지어진 정사각형의 '최초 성당'을 포함한 기독교와 관련된 건물이 들어서기 시작한 것으로 추정하고 있다. 현 성당의 동쪽 끝 부분에는 세례반이 있었으며, 9세기에 구 성당을 지으면서 파괴되었다. 현재는 팔각형의 세례용 우물의 흔적이 발견되었다.

### 구 성당

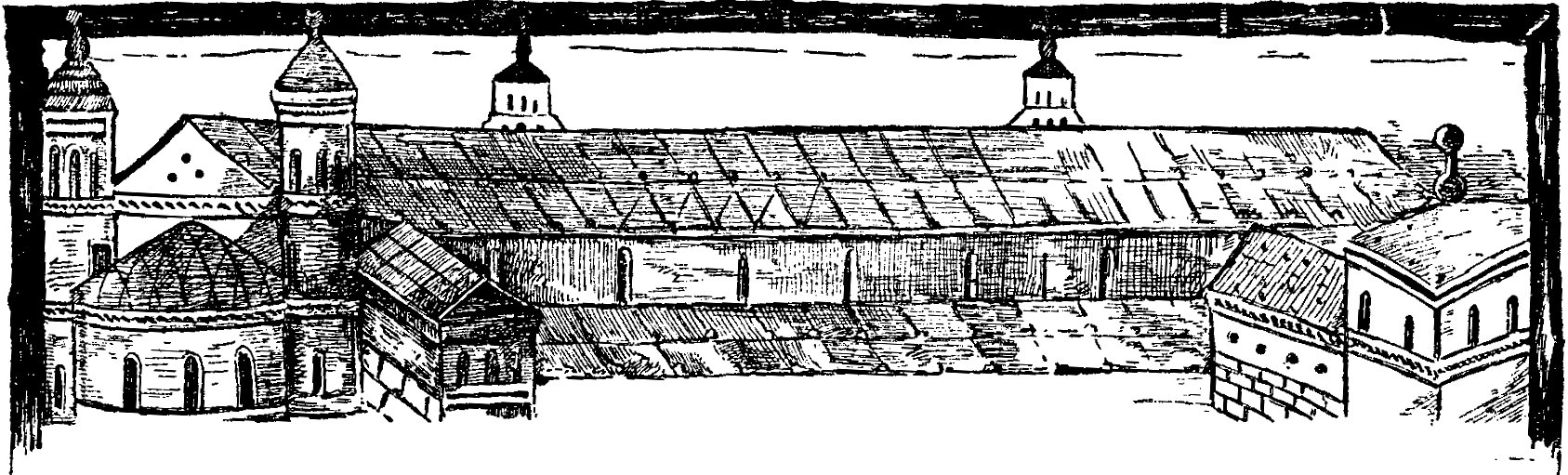
구성당

'구성당' 혹은 '힐데볼트 성당'은 현재 모습의 성당이 지어지기 바로 이전 성당으로, 건축을 시작한 힐데볼트 대주교가 이미 사망한 873년 12월 27일에 축성되었다. 그는 건축주와 성당 설립 기금 헌납 자로서 메로빙거 왕조시대에 마지막으로 구성당을 개축한 최고의 적임자였다고 평가받는다. 그는 구성당의 실질적 기반을 닦았다.
구성당은 직사각형의 주랑을 가진 건물로 지어졌는데, 이 건물은 당시 유럽에 생긴 여러 교회들의 본보기가 되었으며 10세기부터 서양에서 두 번째로 오래된 십자가 유물인 게로 십자가의 보관소로 운영되었다. 1248년 구 성당은 새 고딕 양식의 성당을 짓기 위한 목적으로 보수가 되지 않고 노후화되어갔다. 결국, 1248년 4월 화재로 거의 모든 건물이 전소하여 파괴되었다. 화재 이후 구성당의 서쪽 부분을 재건하여 쾰른 대성당이 착공되기 전까지 몇 년 동안 미사를 위한 장소로 이용되었다.

### 1차 건설기

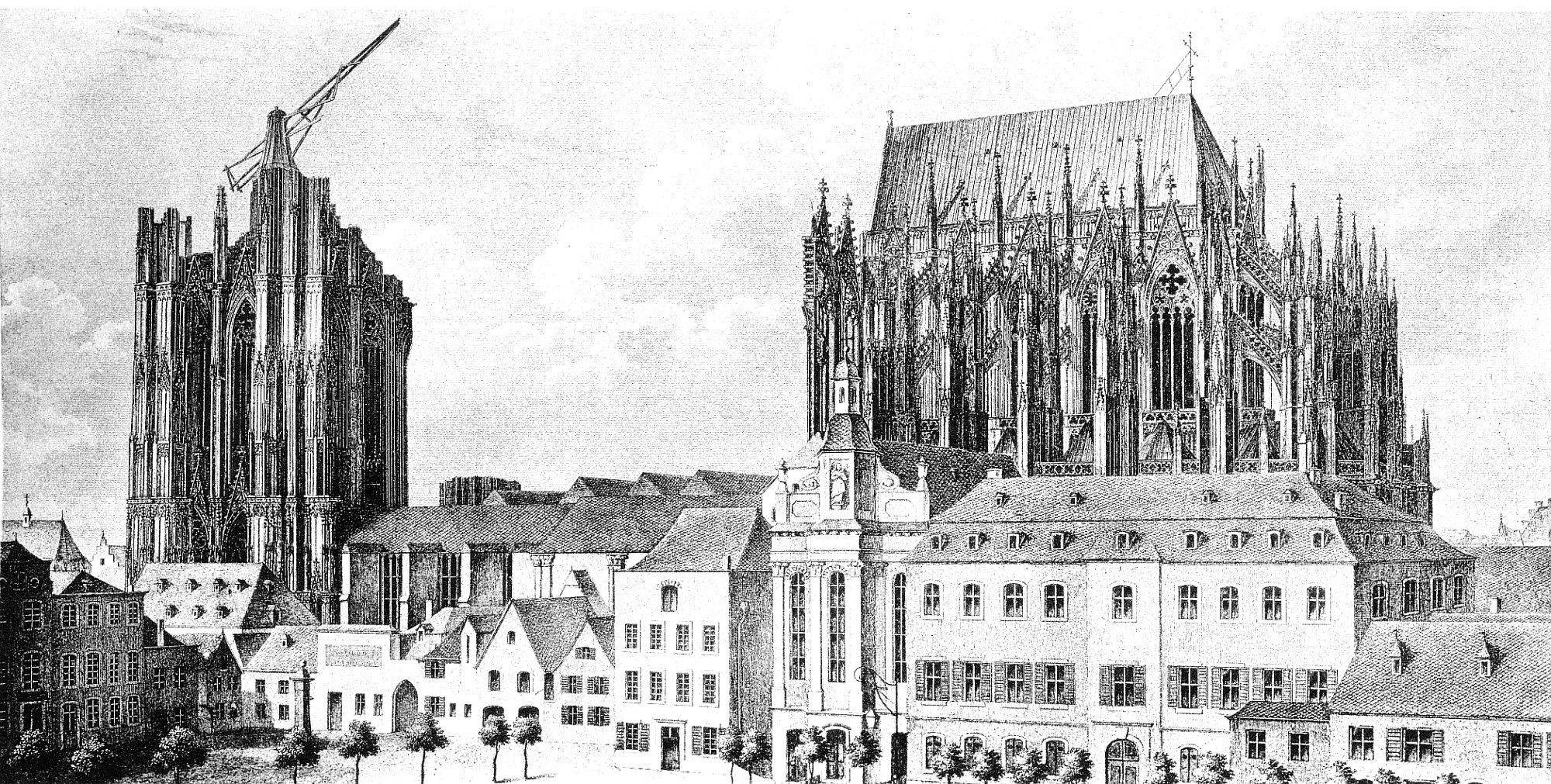
1824년 미완성의 성당, 막스 하삭, Der Dom zu Köln, 1911.

1165년 7월 23일 쾰른의 대주교 라이날드 폰 다셀은 밀라노로부터 동방 박사 유골함을 쾰른으로 옮겨왔다. 동방 박사 유골함은 신성 로마 제국의 황제 프리드리히 1세의 봉헌 물로, 그가 이탈리아 원정에서 얻은 전리품이었다. 그의 후계자인 대주교 필리프 폰 하인스베르크 때 금세공이 들어간 새로운 유골함을 제작하여 1225년에 완성되었다. 동방 박사 유골함으로 유럽 전 지역으로부터 순례객을 끌어모았으며 1248년 8월 15일에 대주교 콘라트 폰 호흐슈타덴에 의해 대성당이자 순례성당으로서의 명성에 적합한 성당을 신축하기로 결정되었다. 당시 공사 총 책임자로 게르하르트 폰 릴레가 임명되어 당시 흔하던 독일의 로마네스크 식 건축양식이 아닌 북프랑스의 아미엥 대성당을 바탕으로 한 신식 고딕 양식으로 새 대성당이 설계되었다. 쾰른이 있는 라인란트 지역은 단단한 암반이 없었기에 라인 강을 따라 본 이남에 있는 드라헨펠스에서 조면암을 채굴하여 건축재료로 사용하였다.
1265년 제실과 제실의 아치형 천장이 완공되었다. 1277년 알베르투스 마그누스가 성구 실의 제단을 축성하였다. 1288년 쾰른이 신성로마제국의 제국 자유 도시로 격상된 이후 성당 또한 명목상 대성당으로 함께 격상되었다. 이러한 조치를 통해 성당 건설은 더욱 탄력을 받았다.

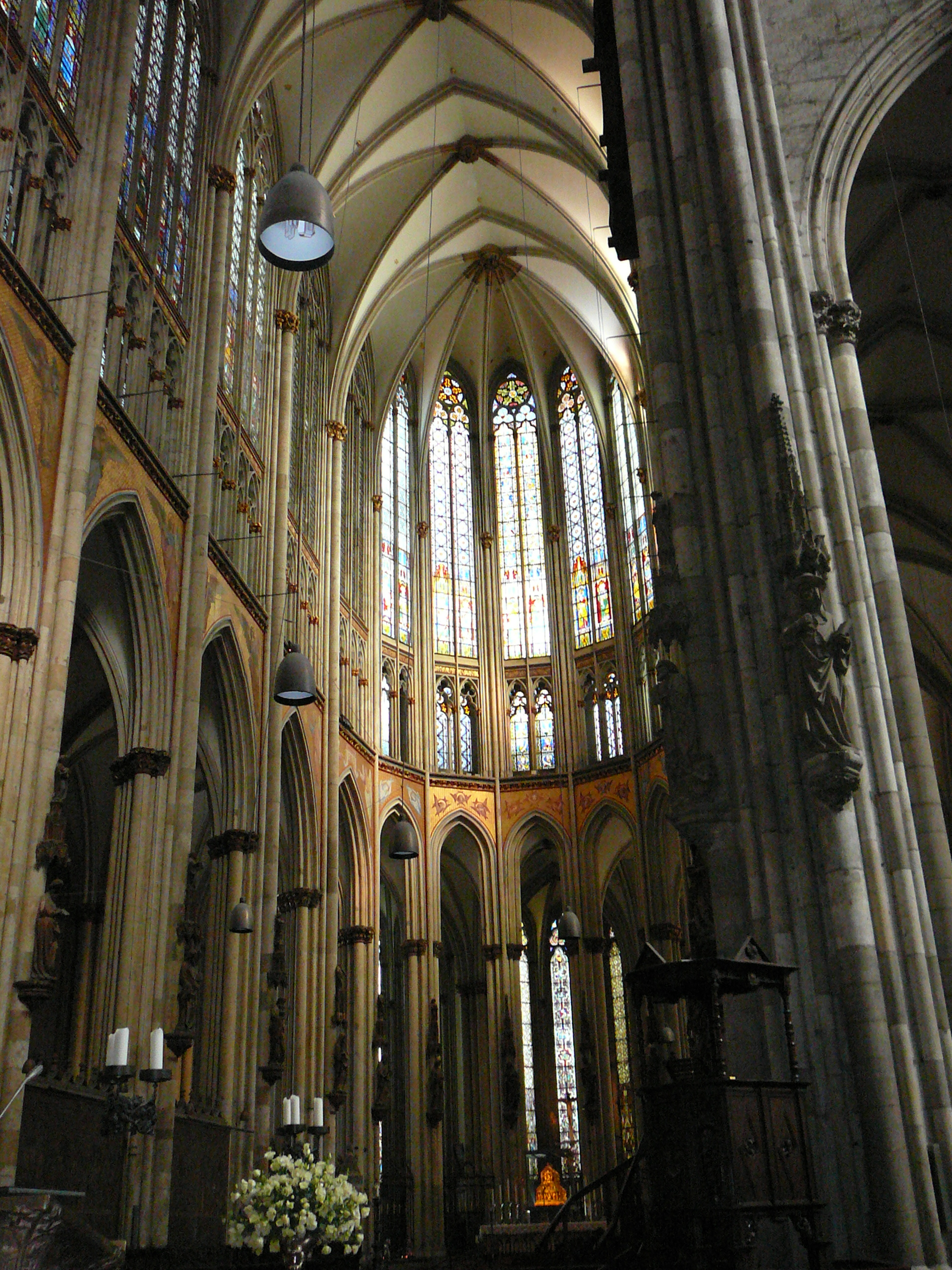
성당의 내진 내부

1304년부터 1322년까지 48명의 왕이 그려진 17.15 미터 높이의 스테인드글라스가 창문에 설치되었다. 48명의 왕은 수염이 있는 왕과 없는 왕들이 교대되어 그려졌는데, 수염이 없는 젊은 왕들은 구약성서에 등장하는 24명의 유대 왕들을 의미하며 수염이 있는 왕들은 묵시록에 등장하는 24명의 장로를 의미한다. 이 형상들의 높이는 약 2.25미터이다. 마리아와 어린 예수를 찬양하는 자세의 동방 박사가 그려진 스테인드글라스도 제작되었다. 내진과 후진에 설치된 총 스테인드글라스의 넓이는 1,350m²에 달하며 이는 중세시대에 그려진 가장 큰 작품이다. 시간이 지나면서 스테인드글라스의 세밀함은 사라져갔으나 처음 채색된 색상만은 지속하였다. 마찬가지로 1310년과 1320년에 공사 총 책임자였던 요하네스가 구성당 석재의 4.5미터 높이 위로 건물을 짓는 전면부 설계를 그렸다. 약 1300년에 남쪽 탑이 착공되었다. 1994년 4월 14일 남쪽 탑의 4미터 아래에서 연대가 표시된 동전이 발견됨에 따라 탑이 1360년경에 착공되었을 것으로 추측되고 있다. 내진과 후진의 축성식이 1322년 9월 27일에 성공적으로 치러졌다. 그와 동시에 동방 박사의 유골함 또한 안치되었다. 구성당에 매장되었던 대주교 게로와 라인날트 폰 다셀, 필리프 폰 하인스베르크, 엥엘베르트 1세, 콘라트 폰 호흐슈타덴의 묘를 새로 건설된 제실 안으로 이장하였다.
1331년 신랑의 토대가 설치되었고 2년 후인 1333년에 프란체스코 페트라르카가 공사 현장을 방문하였다. 1375년 현관에 사용할 석상이 제작되었다. 1395년부터 안드레아스 폰 에베르딩겐이 새 공사 책임자로 부임하였다. 1410년 남쪽 탑이 2층까지 증축되었으며 "동방 박사의 종" 또는 "피의 종"이라 불리는 성당 최초의 종이 설치되었다. 후임 총 책임자로서, 니콜라우스 판 부에렌은 1437년 당시 약 59미터 높이의 남쪽 탑에 종을 걸 수 있었다. 1448년과 1449년 11,500kg에 달하는 프레티오사 종과 5,200kg의 스페시오사 종이 남쪽 탑 57미터 높이에 추가로 설치되었다. 그 이후로 남쪽 탑의 공사는 다시 진행되었다.
15세기 말 무렵에 들어, 건설 속도는 차츰 무뎌져 갔다. 1차 건설기의 마지막 공사 총 책임자는 1469년부터 1491년까지 부임한 요한 판 프랑켄베르크였다. 1500년경에 북쪽 탑의 기초 석이 설치되었고, 1510년부터 성당 건설 공사는 중단되기를 반복하다 결국 1528년에 마지막 공사가 거행되었다. 1530년 이후에도 아직 대성당 건설 비용이 남아 있었기에 몇몇 젊은 학자들이 건설을 재개하기 위하여 고용되었다. 결국, 면죄부와 성물 판매의 감소와 과도한 인력 고용으로 재정난에 부딪혀 공사가 완전히 중단되었다.
1531년 1월 5일 황제 카를 5세의 형제인 페르디난트 1세는 쾰른 대성당에서 독일의 왕으로 선출되었다. 1744년부터 1770년까지 성당의 사용되던 공간은 바로크 건축 양식으로 증축되었다. 프랑스가 쾰른을 점령한 1794년부터 성당은 심각한 손상을 입었다. 1796년 11월 프랑스 점령군은 성당에서 미사를 올리기 위하여 건설 재료 등을 모두 정리할 것을 명령하였다. 1804년 1월 4일, 1794년 프랑스 점령군이 베스트팔렌으로 가져갔던 동방 박사 유골함이 쾰른으로 귀환하였다. 1814년 11월 20일에는 요셉 괴레스가 신문 "Rheinischen Merkur"를 통해 성당의 완공을 촉구하였다.
300년이 넘도록 미완성 상태로 남은 거대한 성당은 도시에 그림자를 드리웠다. 1868년까지 남쪽 탑 꼭대기에는 14세기에 만들어졌던 공사용 거중기가 방치되어 있었다. 성당이 완성되고 나면 세상이 멸망한다는 믿음이 생길 정도로 당시에는 쾰른 시민들에게 미완성 상태의 성당이 도시의 한 모습으로 여겨졌다고 전해진다.

### 2차 건설기

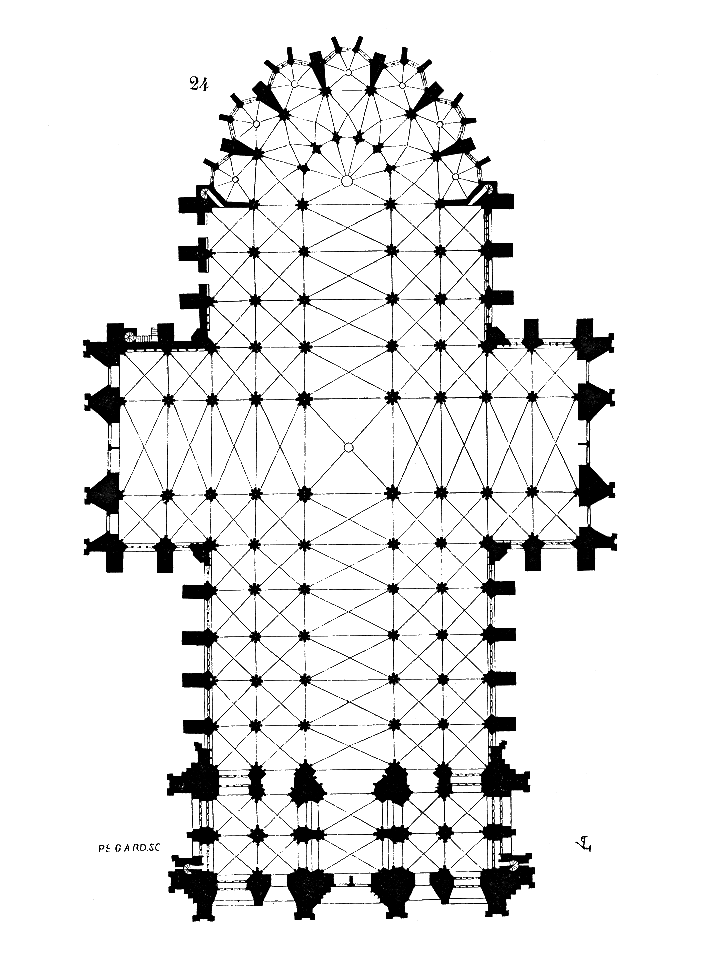
설계 도면

1814년, 다름슈타트에서 사라진 줄 알았던 게오르그 몰러의 반쪽 대성당 설계도면이 발견되어 공사가 재개되었다. 이 설계는 게하르트의 후임자였던 아르놀드가 작성하였던 것으로 밝혀졌다. 다른 반쪽 설계도는 1816년 프랑스 파리에서 발견되었다. 19세기 들어 로마네스크 건축 양식은 인기가 없어졌기 때문에 중세 시대에 계획되었던 설계도는 독일의 통일로 인하여 당시 강하게 불었던 민족주의적 의미를 함축하는 새로운 건축양식으로 재설계되는 방향으로 정해졌다. 1842년 9월 4일 프로이센의 왕 프리드리히 빌헬름 4세와 대주교 요하네스 폰 가이셀에 의해 쾰른 대성당의 건축을 재개하는 주춧돌이 다시 세워졌다. 주춧돌은 완공되지 못했던 남쪽 탑 가장 위에 놓였으며 기공식에서 프리드리히 빌헬름 4세는 “주춧돌이 놓인 이곳에서, 이 탑들과 마찬가지로 전 세계에서 가장 아름다운 대문들이 우뚝 솟을 것이다.”라고 연설하였다. 또한, 프로이센 왕가는 공사에 필요한 모든 자금을 지원하기로 하여, 기공식과 함께 왕실의 중요한 의뢰 및 건설 비용 회계를 담당할 '쾰른 중앙 성당 건설 연맹'이 결성되었다. 한편, 1820년 10월 19일에는 성당에 도둑이 들어 동방 박사 유골함의 값 비싼 부분을 때어내 훔쳐가는 사건이 발생하기도 했다.
1823년 성당 건설 조합은 재설립되어 첫 번째 복구 작업이 시작되었다. 재개된 공사의 첫 번째 공사 총 책임자로 에른스트 프리드리히 츠비르너가 임명되었다. 그는 성당의 완공을 위하여 1855년 성당 남쪽 면의 설계를 완성하였다. 1848년 일시적인 목재 천장이 신랑과 익랑에 설치되었다. 1863년에는 내부 공사가 모두 완료됨에 따라 내진과 신랑 사이에 세워져 있던 분리 벽이 560년 만에 해체되었다. 1863년부터 서쪽 전면부 공사가 재개되었다. 북쪽 탑을 공사할 때에는 프로이센 왕가의 지원금만으로는 건설비가 충당되지 못했기 때문에 성당 복권을 판매하여 부족한 예산을 채웠다.
드디어 1880년, 대성당은 1280년 중세시대에 착공된 지 600년 만에 완공되었다. 익랑의 현관 전면부는 중세시대 설계가 없었기에 19세기 작품이 되었다. 건설 기간에 2명의 공사 총 책임자, 에른스트 프리드리히 츠비르너와 카를 에두아르드 리하르트 포이히텔을 통하여 지붕과 탑을 건설하는 데에 근대적인 기술이 도입되었다. 건축에 소비된 암석들은 총 삼십만여 톤에 달하였다. 완공된 직후 157.38미터의 쾰른 대성당은 4년 후 169.3미터의 워싱턴 기념비가 지어지기 전까지 세계에서 가장 높은 건축물로 기록되었다.
성당이 완공된 1880년 10월 15일에는 빌헬름 1세가 공식 대표로 독일 제국 건국을 위한 통일 독일의 정체성을 확립할 목적으로 참석하여 완공 축제가 거행되었다. 당시에는 성당 꼭대기가 아직 완료되지 못했으나 당시 제작된 수많은 엽서의 사진은 이를 완공된 것처럼 수정하여 발행하였다. 하루가 지난 1880년 10월 16일 역사적인 행사가 거행되었다. 개신교신자인 황제에 의하여 로마 가톨릭 성당인 쾰른 대성당 내부에서 개신교 신자의 예배가 집행되었고, 당시 쾰른 대주교로 재직하던 파울루스 멜커스는 망명 생활을 하고 있었기에, 축제에 참여한 수많은 쾰른 시민들은 환영식을 멀리서 지켜만 보았다. 건축할 당시 설치되었던 임시 구조물의 철거는 1881년 상반기에 시작되어 1883년에 완료되었다. 완공 당시 성당 석재의 색은 밝은 하얀색이었다.

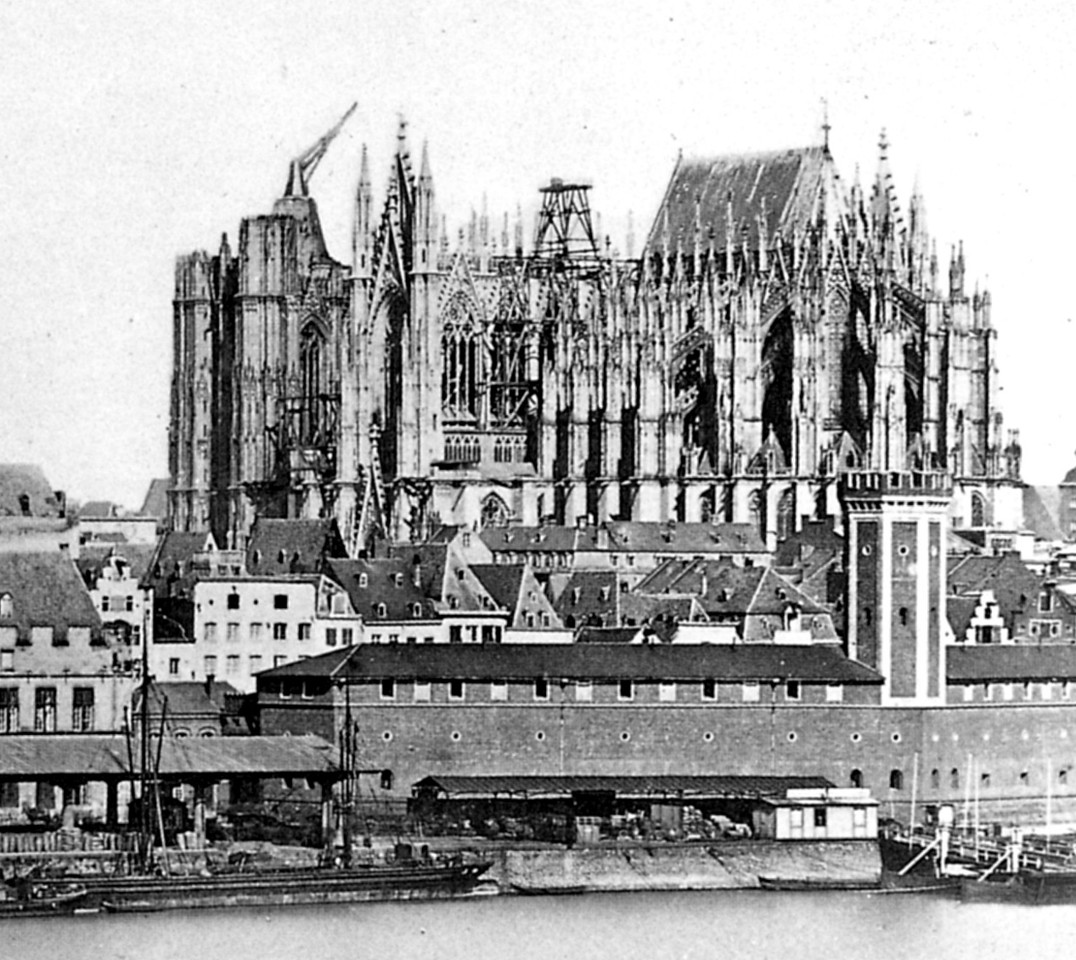
1856년의 쾰른 대성당
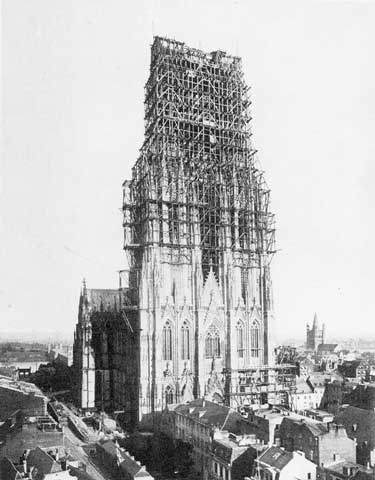
1880년 성당 모습
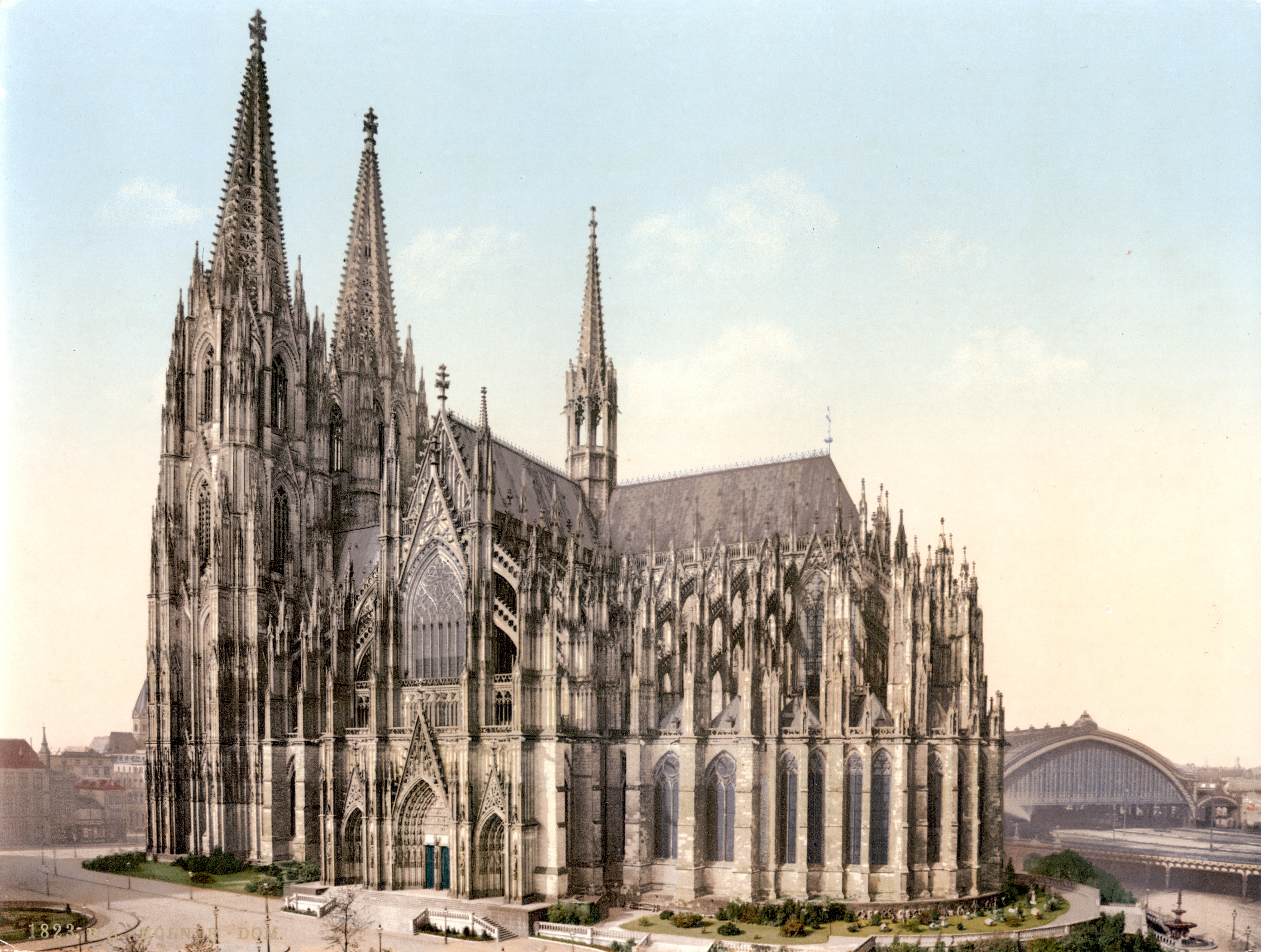
1900년 성당 모습

### 제2차 세계 대전과 보수

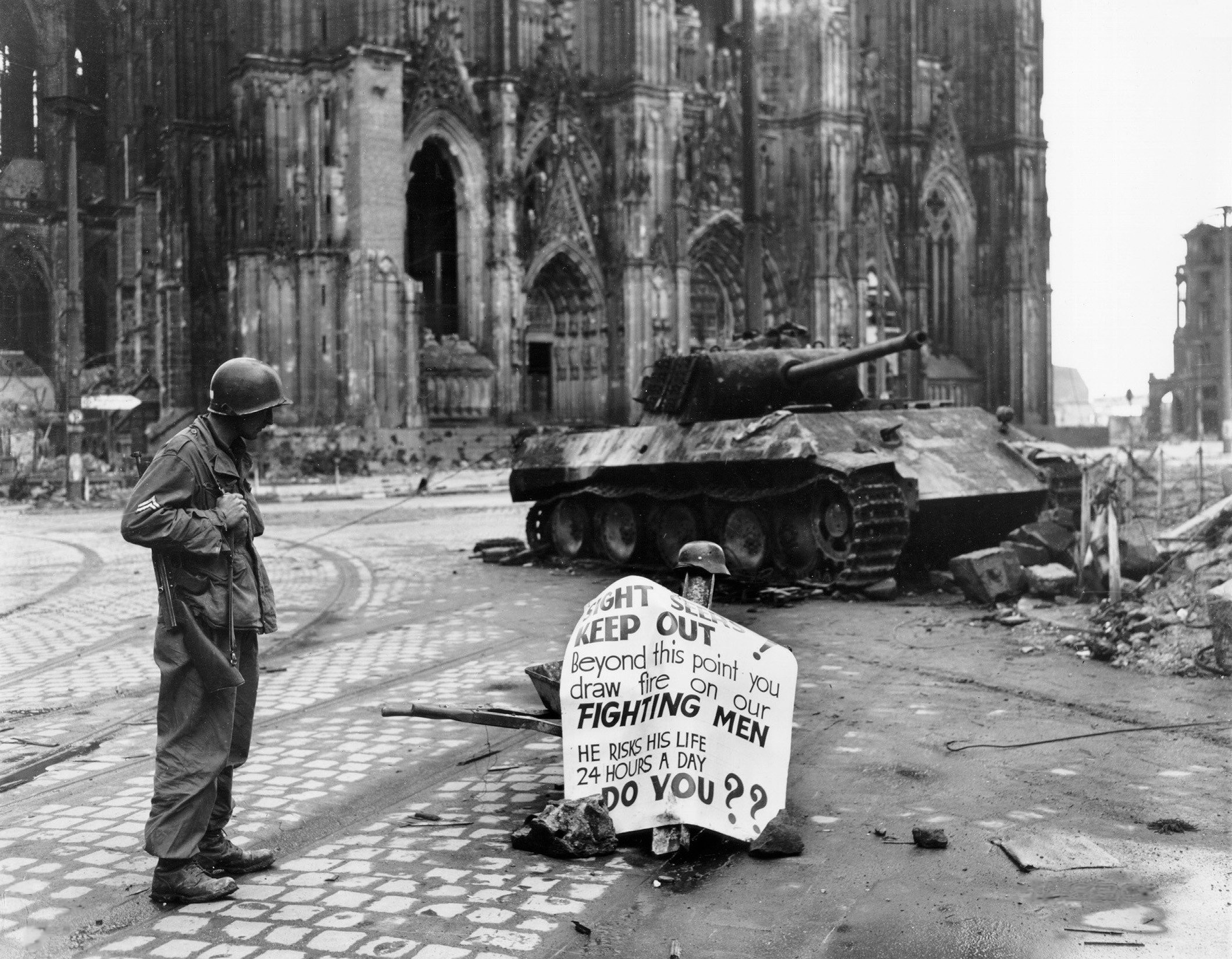
1945년 4월 4일, 종전 직전

성당 건축을 위하여 사용된 석재들은 성질과 지어진 연도에 따라 풍화에 대한 저항력이 달랐다. 특히 성당 건축에 가장 많이 사용된 조면암은 암석의 경도가 약했는데, 결국 1904년부터 사암의 붕괴를 막는 작업이 시작되었다. 1904년부터 1939년까지 성당 건축 조합은 성당 내진의 버팀목을 교체하였다. 그 과정에서 1248년부터 1322년 사이에 제작된 것으로 보이는 내진 내부 벽면과 창틀이 발견되었다.
제2차 세계 대전 동안에 성당은 70여 대의 폭격기가 사용한 소이탄으로 유발된 화재로 심각한 피해를 보았다. 폭격으로 신랑을 비롯한 아치형 천장과 내부, 외부 석상들이 파괴되었다. 소위 쾰른 공습이라 불리는 이 폭격으로 북쪽 탑은 심각한 피해를 당하여 수십 년 동안 붕괴를 막는 보수작업이 진행 중이다. 심지어 1945년 6월에는 미군 부대의 소총 사격 연습장으로 사용되었다. 전쟁 후 1946년부터 1997년까지 오토 도펠펠트의 주도로 고고학적인 발굴이 시작되었다. 1948년은 성당의 첫 구조물이 세워진 지 700년째 되는 해였다. 긴급 복원작업 끝에 1956년부터 성당은 다시 시민들 품으로 돌아왔다.
오늘날 성당은 산성비 탓인 암석의 부식과 매연으로 말미암은 변색 등 모든 환경오염 앞에 노출되어 있다. 성당 건축 조합은 성당의 붕괴를 막기 위하여 수십 년 동안 보수 작업을 진행하고 있다.

### 종교의 관용

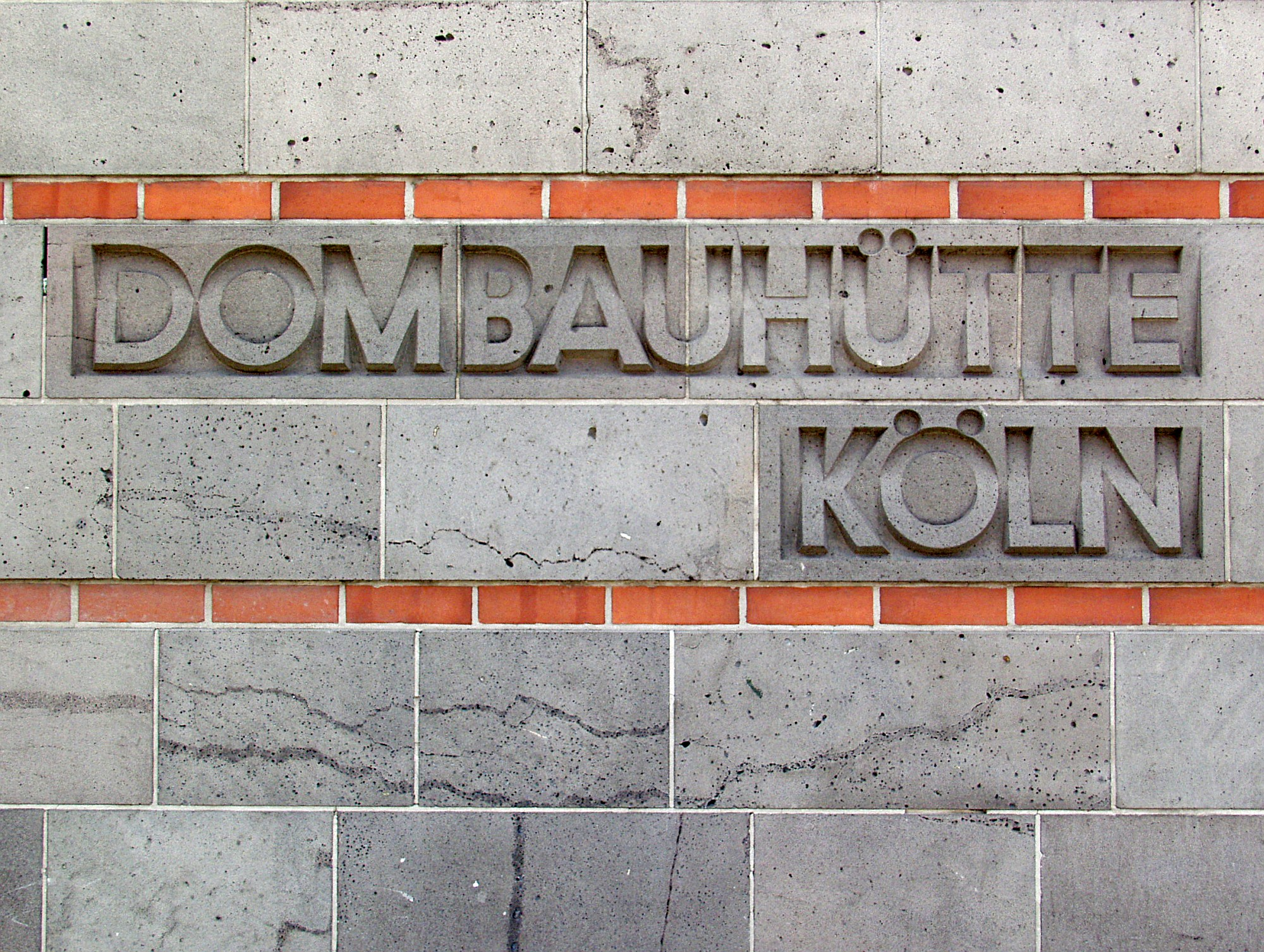
쾰른 대성당 건설 조합

1960년대 독일은 노동력의 확보를 위하여 이주 노동자들을 받기 시작하였다. 특히 많은 터키 이주 노동자들이 독일에 이민을 왔는데 당시 독일에는 무슬림이었던 그들을 위한 이슬람 예배 공간이 존재하지 않았다. 이를 해결하기 위한 터키 이민노동법에 따라 쾰른 대성당은 북쪽 본당을 이슬람 예배를 위하여 사용하도록 허용하였다. 특히 1965년 라마단의 마지막 날에는 400여 명의 이슬람 신도가 쾰른 대성당 내부에 양탄자를 깔고 라마단의 끝을 축하하는 기도를 하나님에게 하였다. 당시 본당 주임 신부는 언론을 통하여 쾰른 대성당에서 다른 종교인들이 예배하는 것이 "전혀 이상한 것이 아님"을 강조하였다.

### 세계 문화 유산
쾰른 대성당은 1996년 유네스코에 유럽의 고딕 건축 걸작으로서 세계 문화유산으로 등록되었다. 2004년 7월 5일에는 "성당의 라인 강 건너편 지역(도이츠)에 대한 쾰른 시의 도시 계획으로 경관을 훼손할 가능성"이 제기되어 '위험에 처한 세계 문화유산'으로 지정되었다. 2005년 7월 13일 남아프리카공화국 더반에서 열린 유네스코 정례 회담에 따라 결국 '위험에 처한 세계 문화유산'에서 해제되었으며 유네스코의 독일 사무국은 2005년 말까지 도이츠지역의 녹지를 더 늘릴 것을 권고하였다. 그러나 그다음 해에도 그 지역에는 여전히 새로운 건축물 공사들이 계획되고 있었다.
2006년 7월 리투아니아의 수도 빌뉴스에서 열린 30일간의 유네스코 국제위원회는 쾰른 대성당을 문화유산 목록에서 제외하겠음을 시사하였다. 결국, 시 당국에 의해 건설 계획은 대대적으로 변경되어 쾰른 대성당을 중심으로 엄격한 고도 제한을 시행함으로써 논란을 잠재웠다.

## 외부 구조물

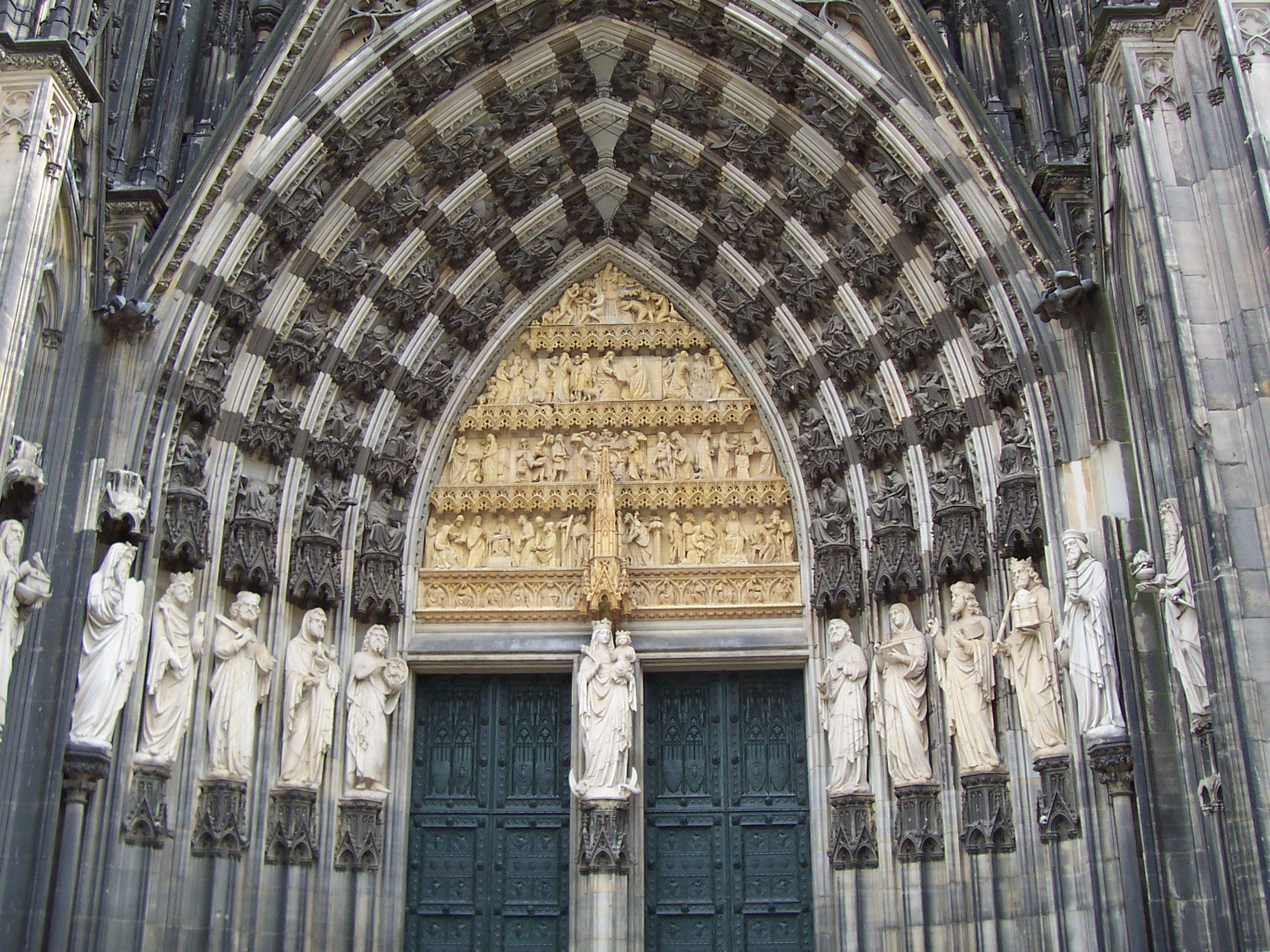
서쪽 중앙 현관

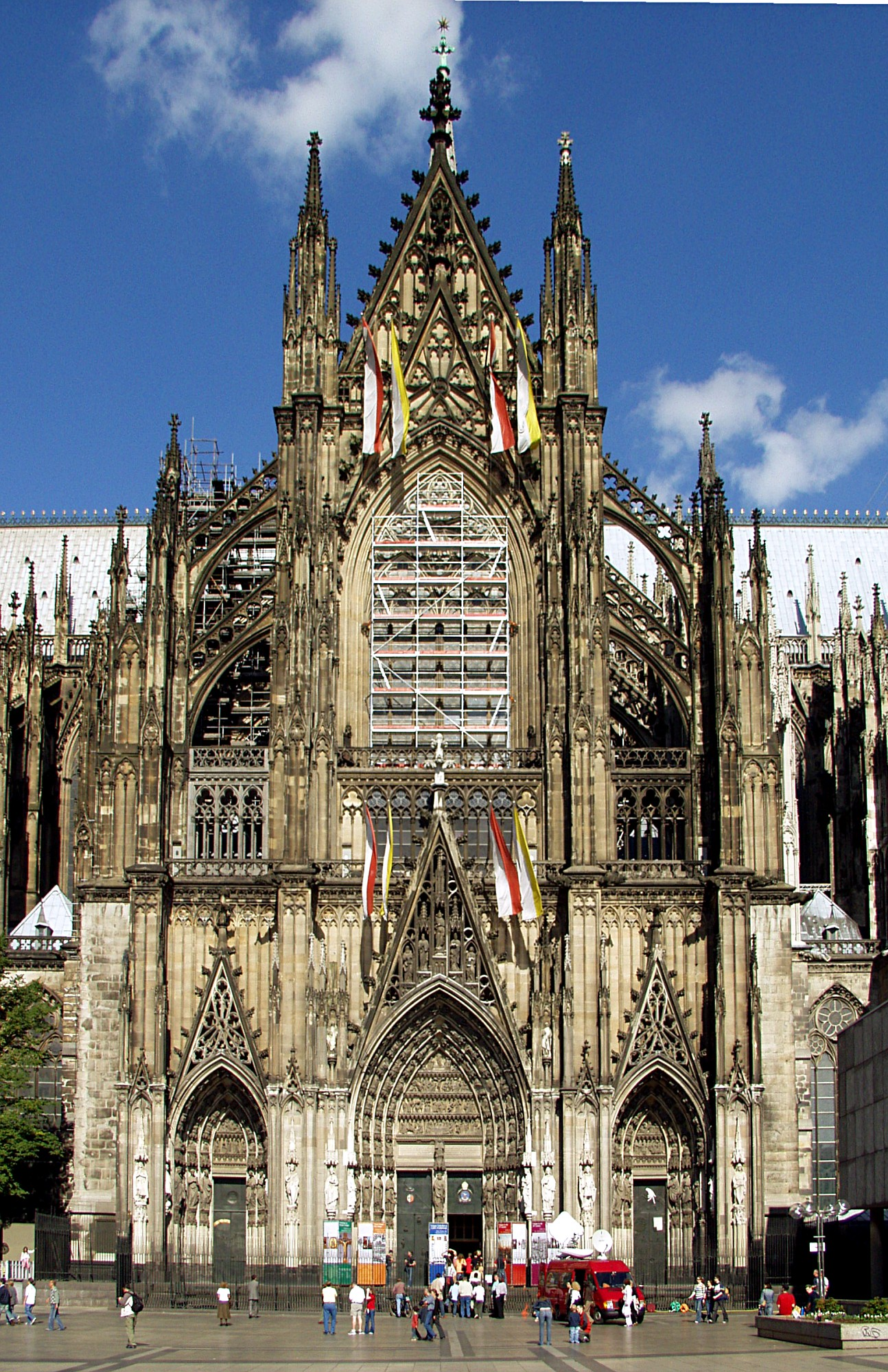
2006년 남쪽 현관 모습

### 서쪽 현관
쾰른 대성당의 주 현관은 3개의 문으로 이루어져 있다. 서쪽 현관의 오른쪽 ‘베드로 현관’은 1370년에서 1380년 사이에 지어진 중세시대부터 사용된 원래의 현관이다. 현관의 양옆에 있는 석상 중 왼쪽의 3개와 오른쪽의 2개만이 중세시대에 만들어진 형상이다. 19세기에 제작된 석상과 중세시대에 제작된 석상은 색상뿐만 아니라 질도 명확히 차이가 난다.
왼쪽 현관은 ‘동방 박사 현관’으로 1872년에서 1880년 사이에 건설되었다.
중앙 현관은 이름은 정해지지 않았다.

### 남쪽 현관
왼쪽 현관부터 오른쪽 현관까지 각각 ‘우르술라 현관',‘수난의 현관’, ‘게레온 현관’이라 불린다. 석상들은 1847년 루트비히 슈반탈러이 제작했다. 이 석상들은 독일 최고 로마네스크-나사렛 종교 예술 양식으로 평가받는다. 남쪽 정면은 네오 고딕 양식으로 완성되었다. 세계 2차 대전이 끝나고 에발트 마타레에 의하여 재건되었다. 우르술라와 게레온은 쾰른과 깊은 관련이 있는 성녀와 성인이며 각각 쾰른에 있는 성당들의 명칭이기도 하다.

### 북쪽 현관
왼쪽 현관부터 오른쪽 현관까지 각각 ‘보니파티우스 현관’, ‘미하엘 현관’, ‘마터누스 현관’이라 불린다. 북쪽 전면부의 모습은 초대 교황인 베드로의 서제 사품 인도식으로 시작되는 쾰른 대성당의 역사와 관련되어 설계되었다. 마터누스 현관은 쾰른의 대주교 관할구의 기원을 재현하였다. 마터누스는 쾰른 최초의 신학생이자 최초의 주교가 된 사람으로, "쾰른 주교좌에 앉은 사도의 가르침"으로 비유되었다. 그러한 연유로 현관의 이름은 마터누스로 명명되었다.

### 교차랑 탑
제2차 세계 대전의 폭격으로 교차랑 상부에 있던 원레의 네오 고딕 양식의 탑은 파괴되어,1959년부터 1962년 사이에 아르 데코 양식으로 재건됐다. 탑 꼭대기에는 다른 성당들이 보통 달고 있는 십자가 대신 별 모양의 장식 구조물이 설치되어 있는데, 이는 성경 속 동방 박사 이야기에서 등장하는 베들레헴의 별을 상징한다.

## 내부 구조물

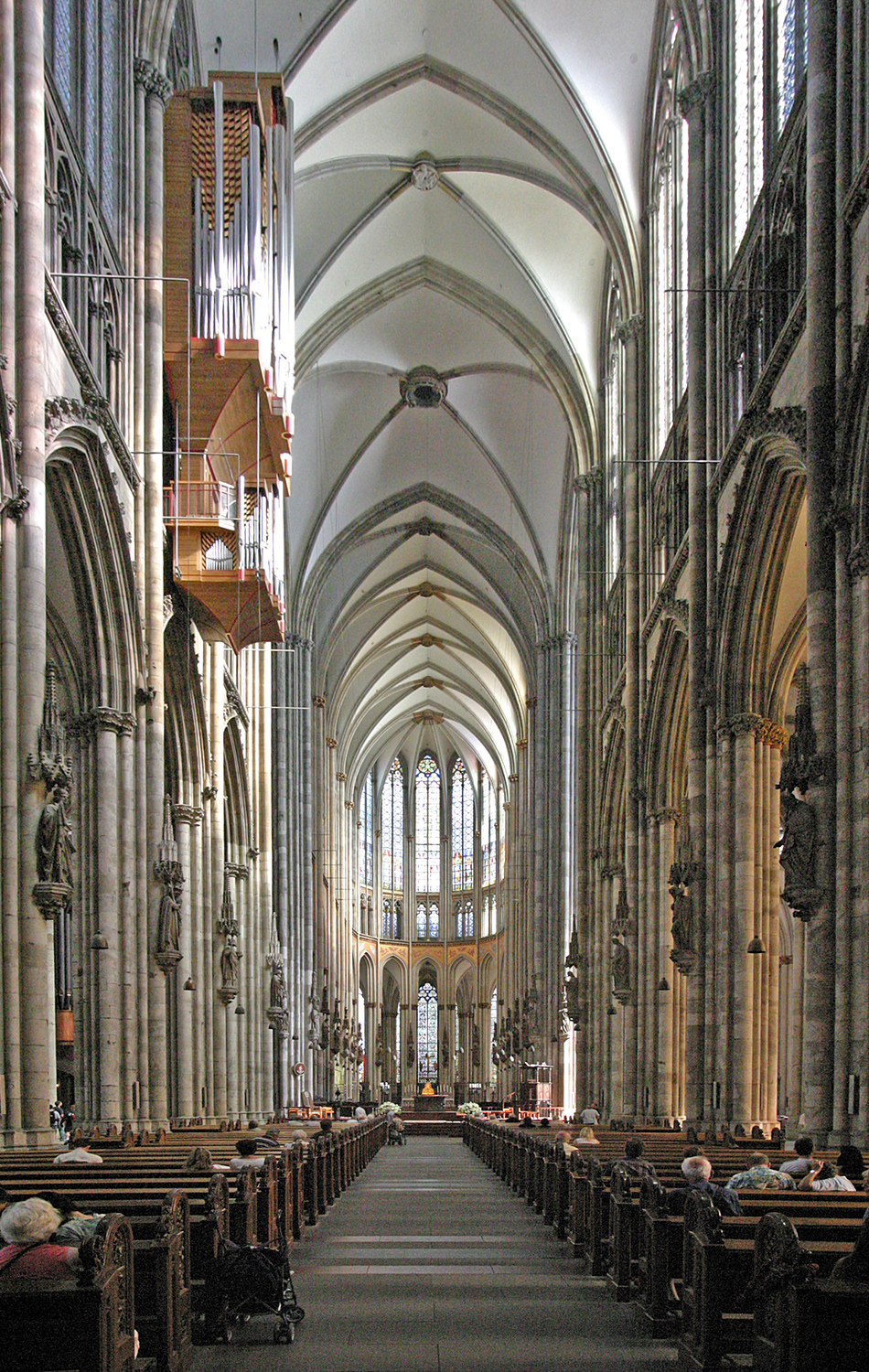
서쪽에서 본 중앙 회랑

### 신랑
쾰른 대성당의 신랑은 144미터로, 세계에서 가장 긴 회랑 중 하나이다. 바닥부터 천장까지의 높이는 43.35미터로, 보베 대성당(48.5m)과 밀라노 대성당(46.8m), 팔마 데 마요르카에 있는 라 세우(43.74m)에 이어 세계에서 4번째로 높다.

### 제실
쾰른 대성당에는 7개의 방사형 제실(경당)과 2개의 일반 제실, 1개의 독립 제실이 있다. 북쪽에서 남쪽으로 (시계방향):
1. 십자가 제실(일반 제실): 970년경에 제작된 게로 십자가가 있고 그 뒤로는 성체 제실(독립 제실)이 있다.
2. 엥엘베르투스 제실: 게오르그 제단과 대주교 안른 폰 샤우엔부르크의 묘비가 있다.
3. 마터누스 제실: 16세기 제작된 동방 박사 목판과 대주교 필리프 폰 하인스베르크의 묘비가 있다.
4. 요한네스 제실: 1320년 제작된 십자가형 제단과 만성절, 야곱, 마리아 스테인드글라스, 대주교 콘라트 폰 호흐슈타덴의 묘비가 있다.
5. 삼 왕(동방 박사) 제실: 1260년 제작된 성서 창유리, 1330년경에 완성된 삼 왕, 베드로-마테르누스 창유리가 있다.
6. 아네스 제실: 1100년 제작된 대주교 이르밍가르디스 폰 쥐히텔른의 석관과 1320년 제작된 창유리가 설치 되어있다.
7. 미하엘 제실: 대주교 발라름 폰 윌리히의 묘비와 1820년경에 제작된 토마스, 요하네스 스테인드글라스가 설치되어 있다.
8. 스테파노 제실: 대주교 게로의 묘비와 1280년경 제작된 새 성서 창유리가 있다.
9. 마리아 제실(일반 제실): 원래 성모상이 있던 제실로 현재는 1442년경 제작된 스테판 로흐너의 동방 박사 제단이 있다.

### 창문
성당에서 특히 깊은 인상을 주는 것은 바로 성당을 가득 채운 스테인드글라스이다. 특히 그중에서 가장 독특한 것은 성당의 남쪽 측랑에 설치되어 있는 5개의 채색 창으로 이루어진 바이에른 창이라 불리는 창문이다. 1842년 바이에른의 왕 루트비히 1세가 기증한 창문으로 1848년 창틀에 삽입되었다. 성 요한 세례자와 카를 대제, 네 명의 복음 사가 등이 묘사되어 있다.
바이에른 창의 맞은편에는 1507년에서 1509년 사이에 기증되어 설치된 다섯 개의 창에는 쾰른 기사 성인들과 베드로의 성인담, 수난 장면, 성모 마리아 등이 그려져 있다.
2007년 8월 25일 봉헌된 게하르트 리히터의 작품인 리히터 창은 제2차 세계 대전 동안에 파괴된 기존 스테인드글라스를 대신하여 익랑의 남쪽 창문에 설치된 것으로, 그 색상과 거대한 규모로 성당에서 가장 유명한 창이다. 이 스테인드글라스는 현대 미술 작품으로 11,263개의 색상이 입힌 균일한 유리 조각들로 구성되어 있다.

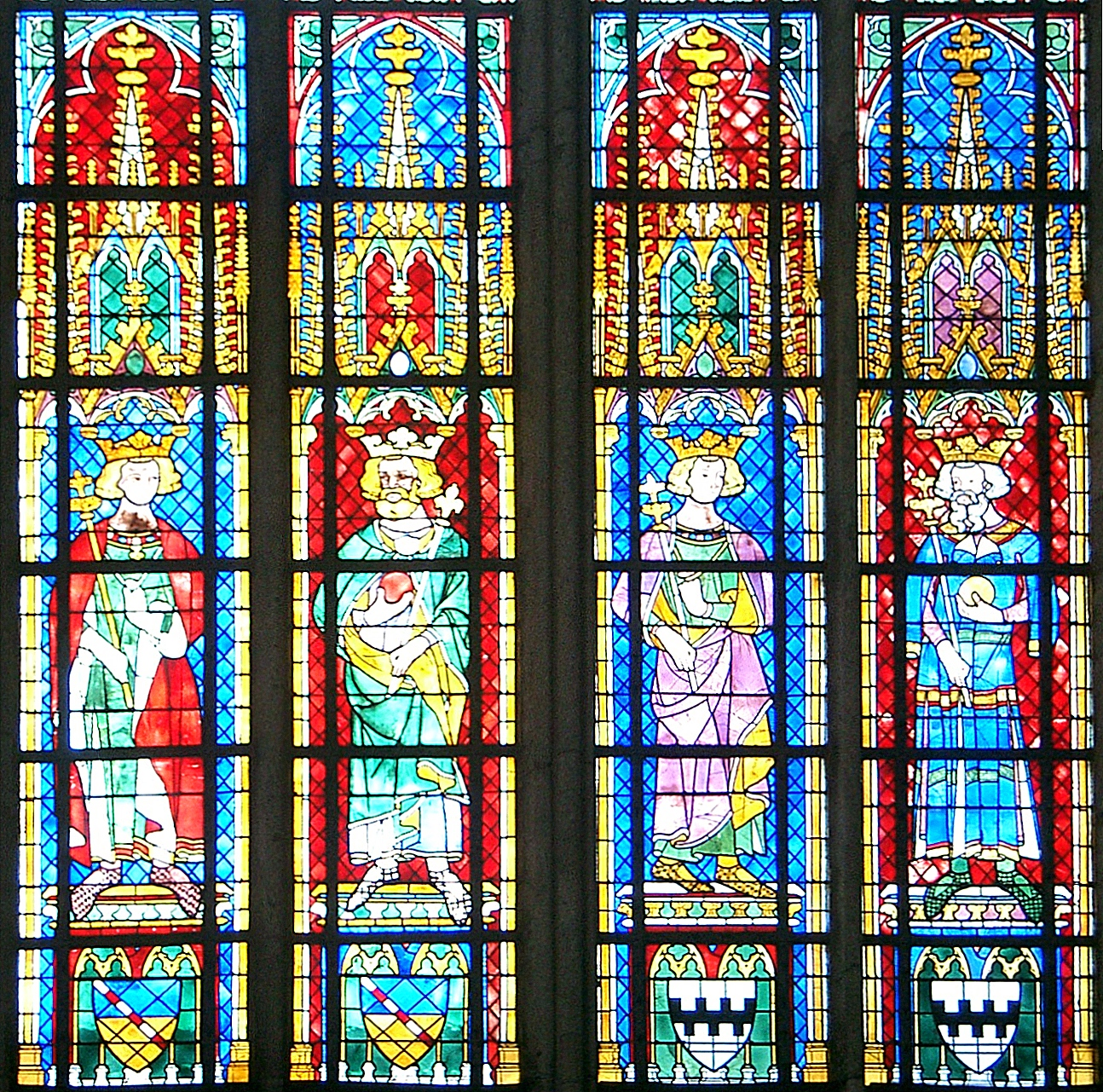
내진 창유리
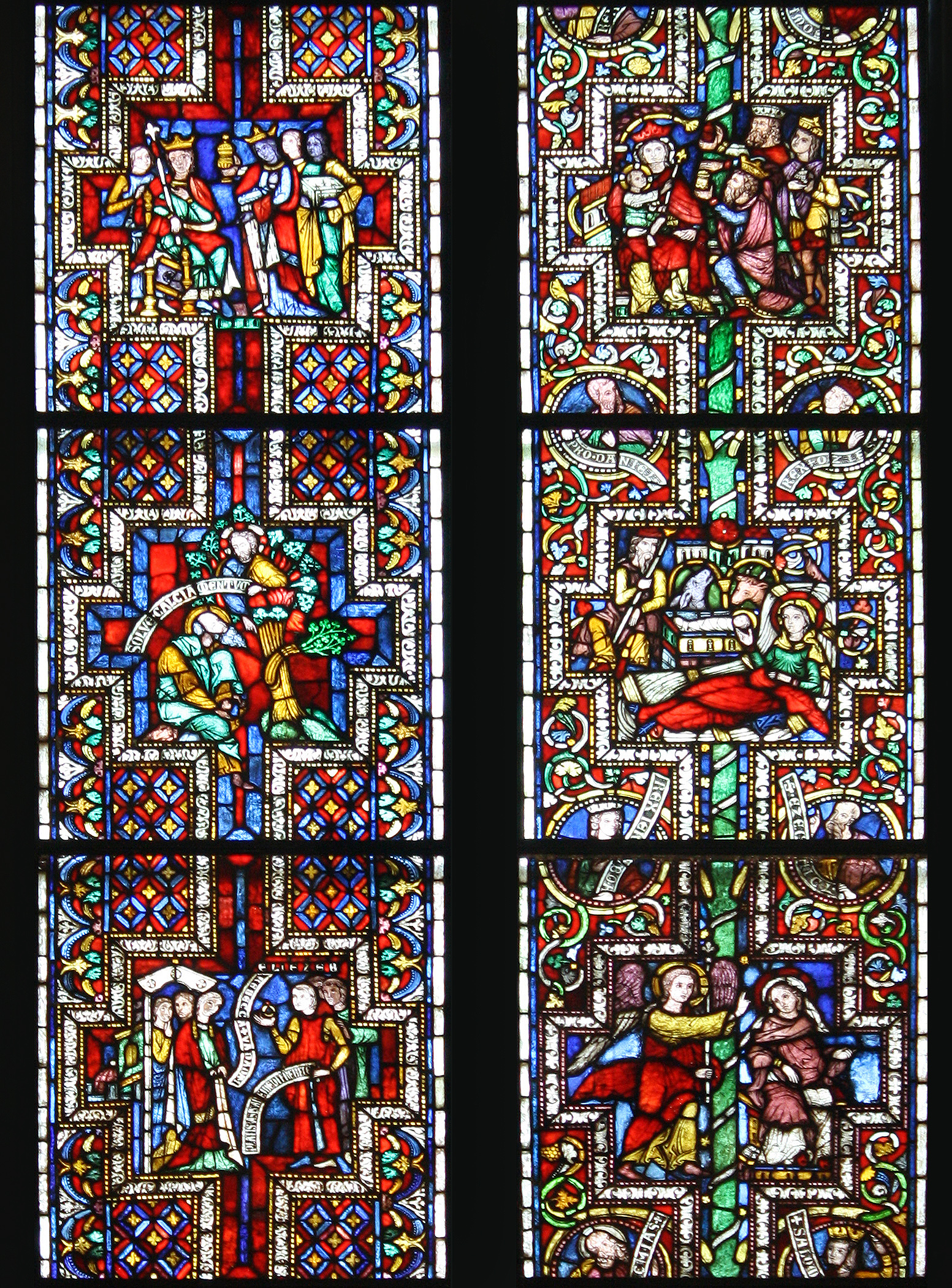
성서 창유리
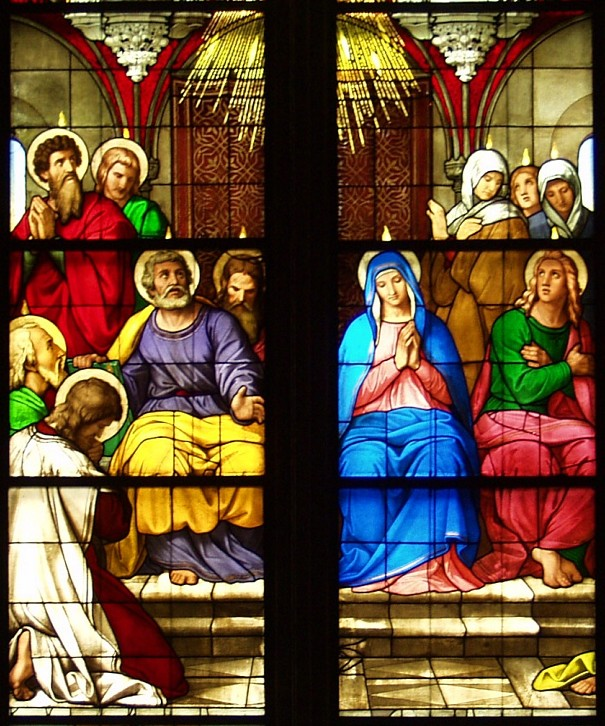
바이에른창의 일부
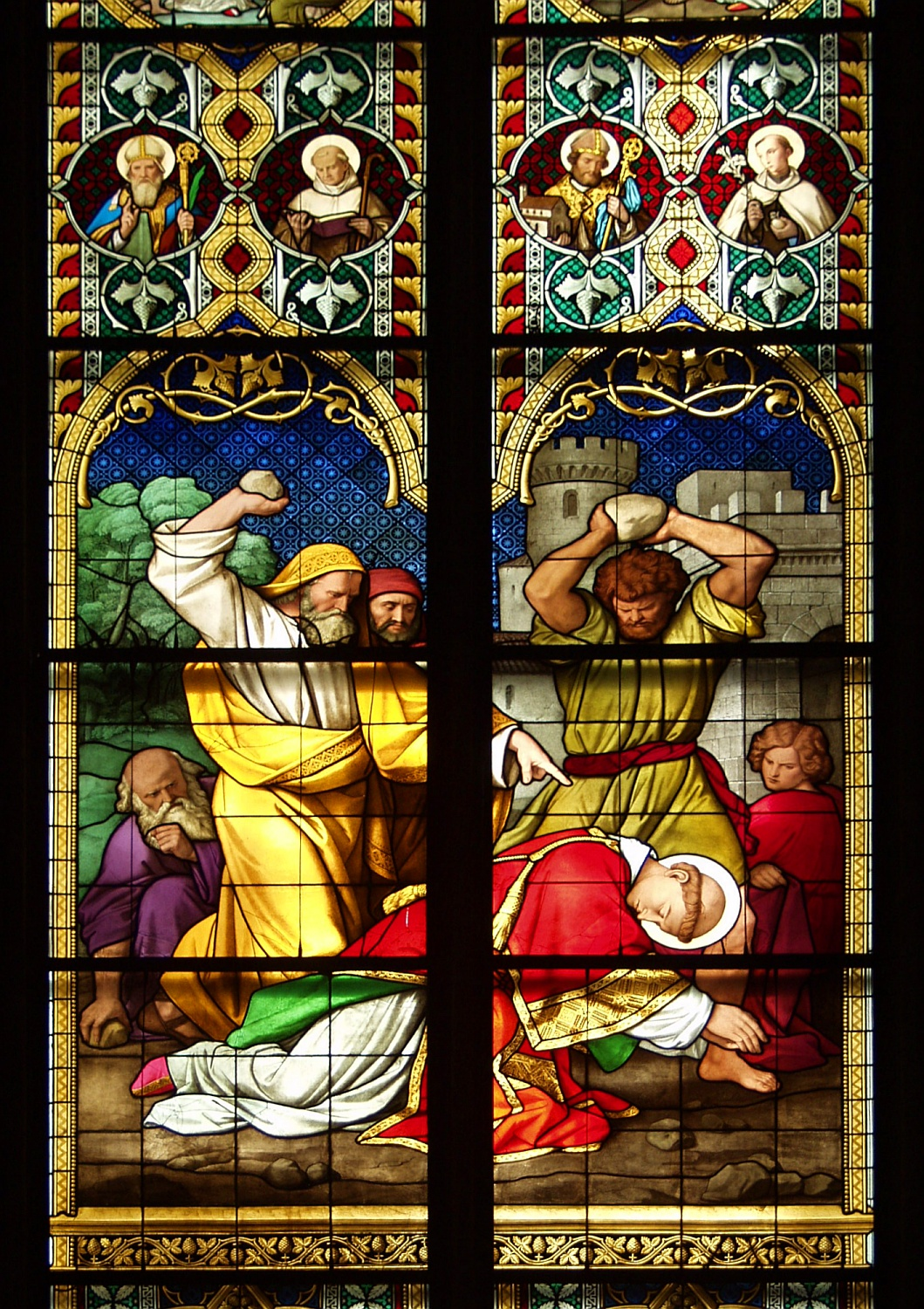
바이에른창의 일부

## 내부 설치물
쾰른 대성당은 쾰른 대교구의 중심 성당으로, 다양하고 화려한 종교적 예술작품들을 소장하고 있다.

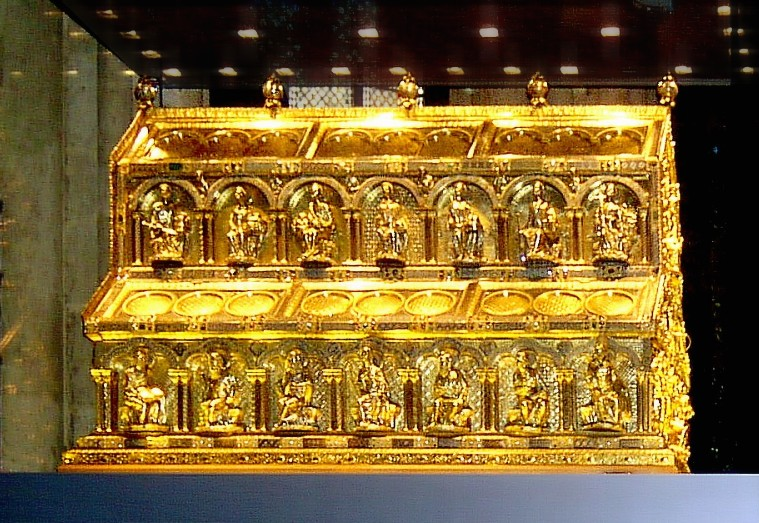
동방박사 유물함

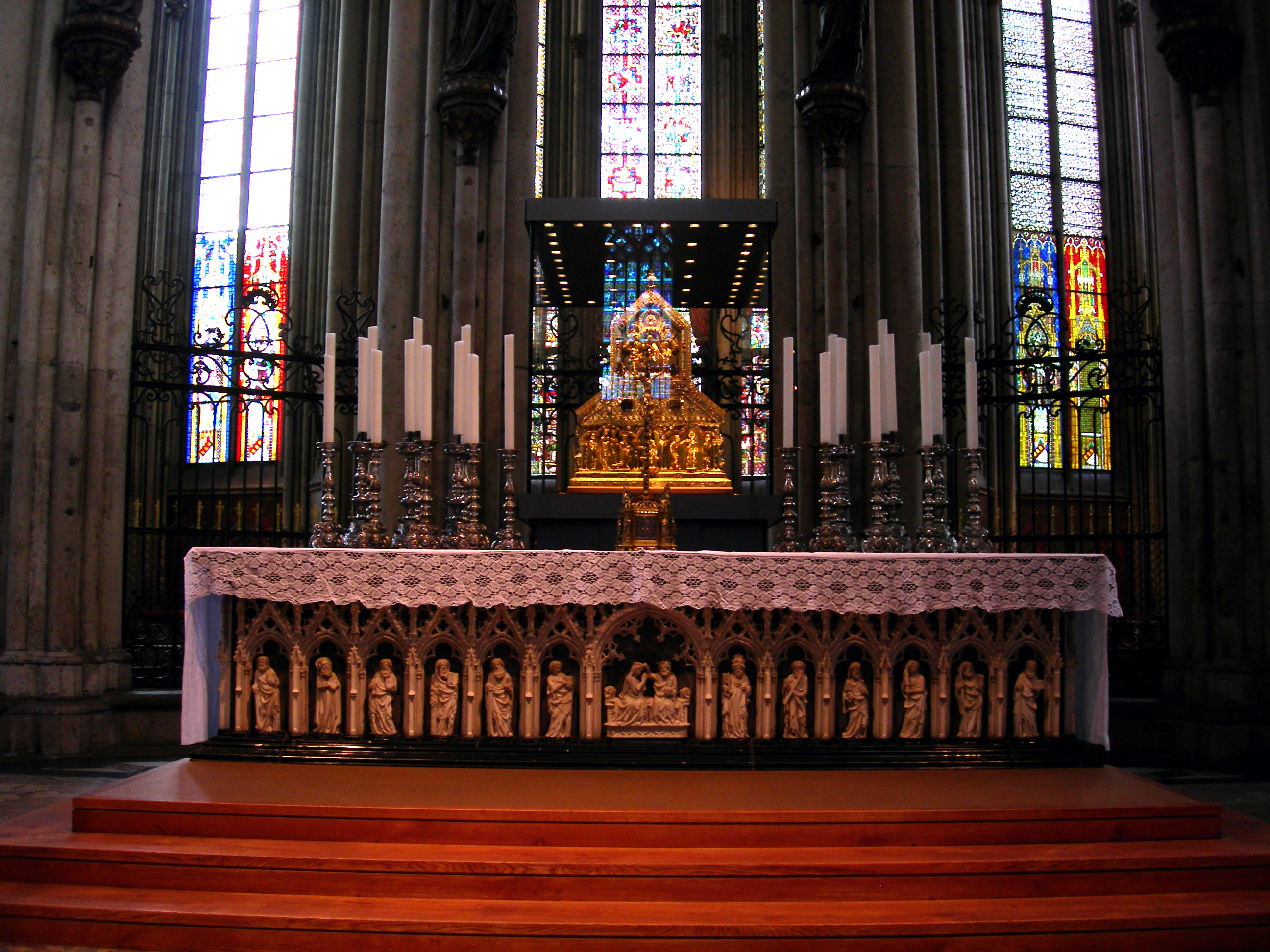
동방박사 유물함과 중앙 제대

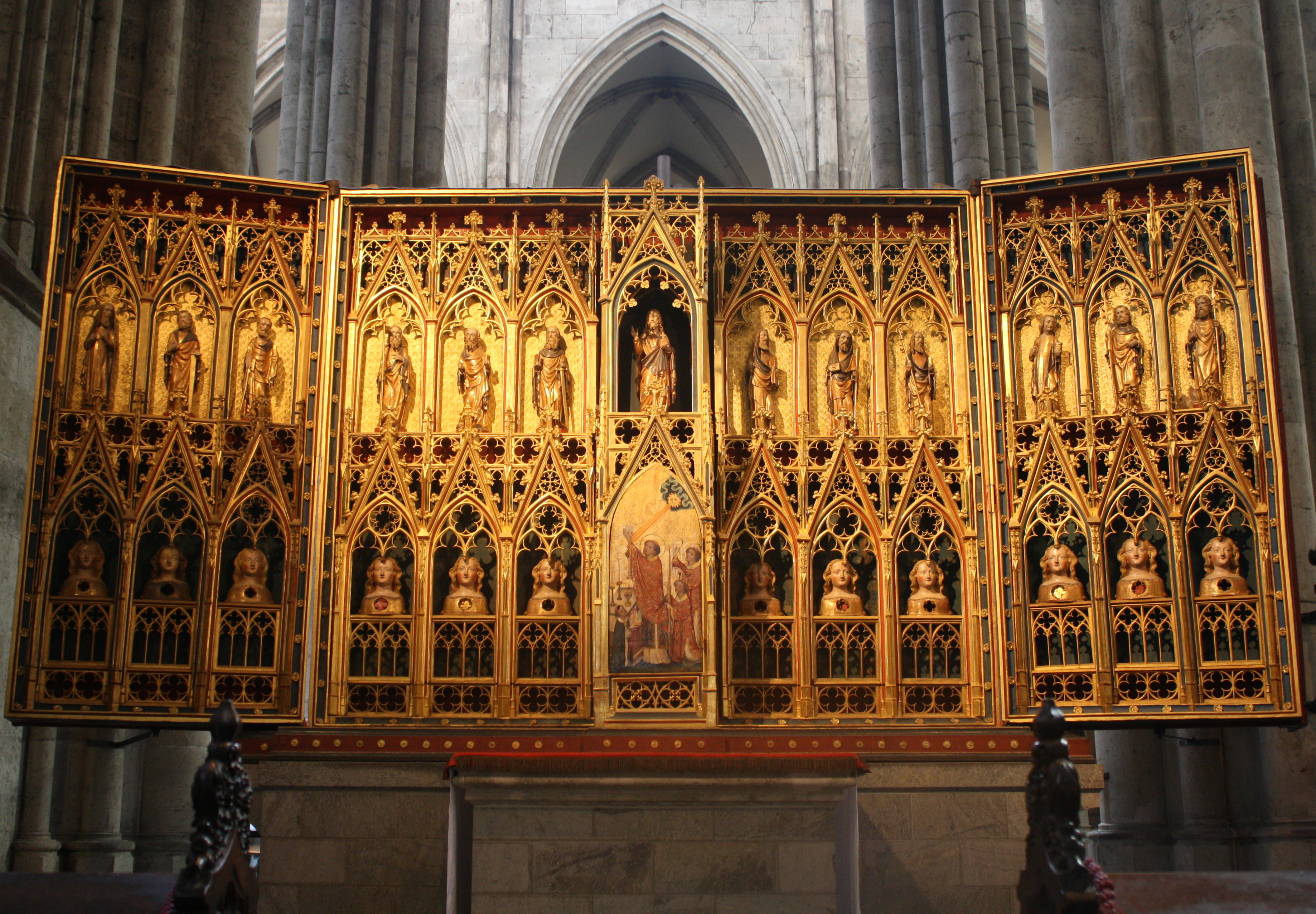
클라라 제대

### 동방 박사 유물함
이탈리아 밀라노에서 쾰른으로 옮겨진 동방 박사 유물함은 1190년에서 1225년 사이에 제작되었다. 금으로 도금된 유물함 외면의 각 조각은 구약 성경의 시작으로부터 그리스도 재림의 종말까지 전체를 묘사하고 있다. 그에 상응하여 옆면 아랫단에는 예언자와 왕들, 그 윗단에는 동방 박사에 대한 경배, 요르단 세례, 심판자로 재림하는 신의 장면이 조각되어 있다. 뒷면 아래쪽에는 예수의 수난과 십자가형이, 그 위쪽에는 유물함에 모셔진 성 펠릭스와 나르보르가 월계관을 받는 장면이 표현되어 있다.

### 내진 의자
1308년에서 1311년에 제작된 후기 중세 양식의 내진 의자는 독일에서 가장 많은 104개의 좌석으로 이루어져 있다. 서양에서 가장 예술적으로 의미 있는, 금으로 도금된 동방 박사 성물함을 가장 가까이서 볼 수 있기 때문에 교황과 황제를 비롯한 주요 사회 계층 인물들만이 앉을 수 있는 의자이다.
내진 의자에 그려져 오늘날까지 보존되어 전해지는 21개의 작품은 1332년에서 1340년에 제작되었다. 남쪽 내진 의자에 그려진 7개의 작품은 동방박사의 이야기를 묘사하고 있다. 이 그림들은 밀라노에서 가져온 동방 박사 유물함의 소유자로서 쾰른의 자부심을 나타낸다.

### 제대
쾰른 대성당의 중앙 제대는 1322년 9월 27일에 축성되었다. 검은 대리석으로 제작된 제대는 총 넓이 9,58 m²로 중세의 가장 크고 널리 알려진 기독교 제대 중의 하나이다. 제단의 양 옆면은 하얀 대리석으로 마감되었으며 성모 마리아의 대관식을 새긴 앞면과 함께 양 옆에 새겨진 각 6개 아치마다 12사도의 모습을 새겨놓았다.
클라라 제대는 1350년과 1360년 사이에 날개 제대로 제작되었다. 쾰른에 있는 프란치스코 수도원 성 클라라 성당에서 1811년 오늘날 쾰른 대성당의 내부로 옮겨졌다. 금으로 세공된 날개 제단 부분은 삼단으로 열리며 모두 펼친 길이는 6미터에 달한다. 평소에는 닫혀있으나 성녀 클라라 축일에는 열어둔다.
아길롤푸스 제단은 1521년 네덜란드 안트베르펜에서 제작되었다. 원래는 이전의 성 마리아 앗 그라두스 성당 소유물이였다.

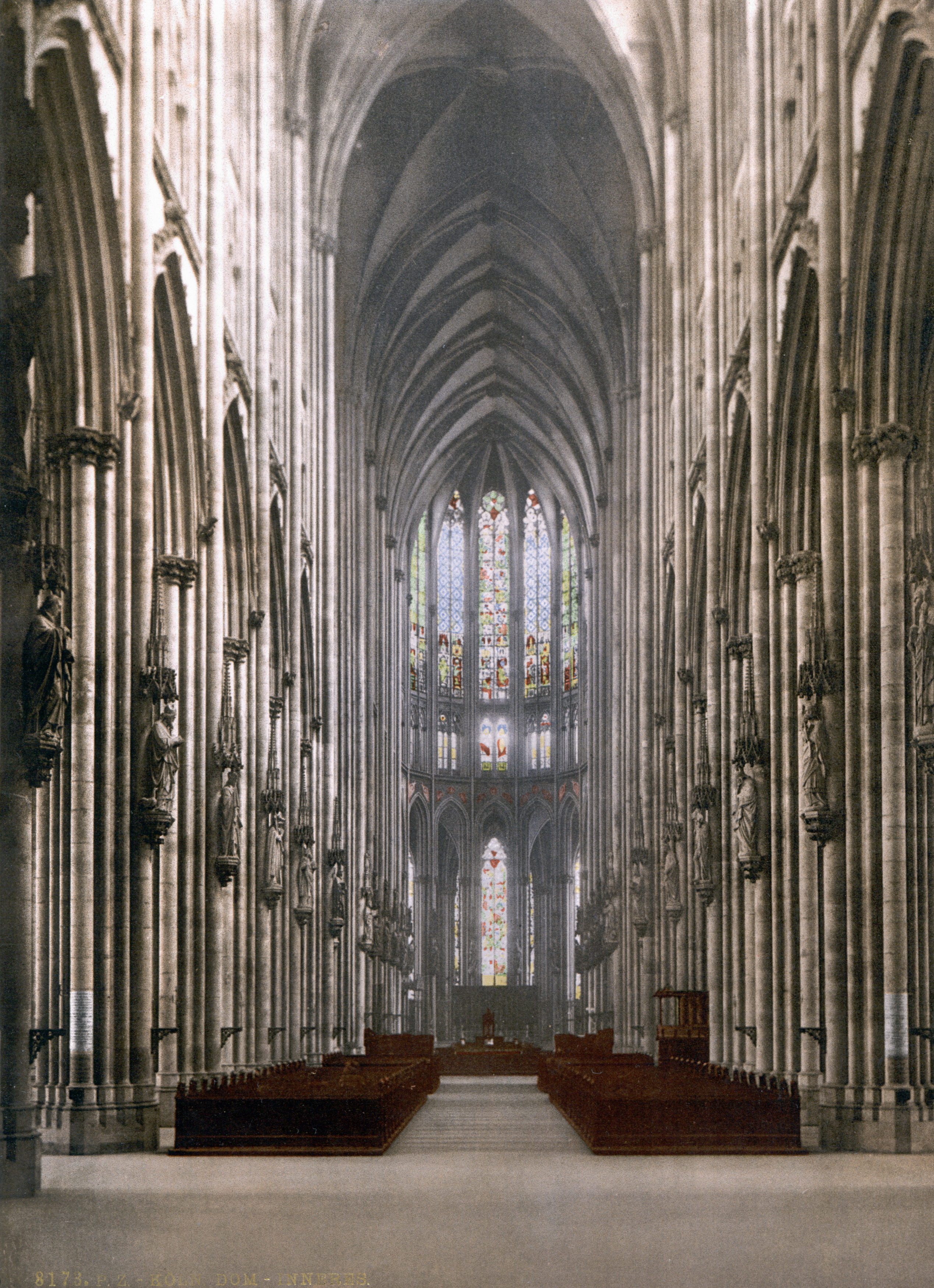
1900년 촬영된 채색 사진

### 기둥 석상
내진 기둥에 장식된 14개의 2.15미터 높이 석상들은 성모 마리아와 예수, 예수의 열두 제자를 묘사하고 있는데, 1270년과 1280년 사이 당시 성당 건설 총 책임자였던 아놀드에 의하여 조성되었다. 이 석상들을 통하여 총 39개의 서로 다른 의상 무늬들을 볼 수 있으며 독일적인 용모와 몸짓을 섬세하게 묘사하고 있다.
신랑의 기둥에도 내진의 석상들과 마찬가지로 12명의 사도들과 예수, 마리아를 묘사하고 있다. 이 채색된 석상들은 1322년부터 전해져 내려온 것으로 용결응회암 석상들은 성당 건설 조합에서 제작되었다.

### 크리스토포로스 입상
크리스토포로스 입상은 1470년경 틸만 판 데어 부르흐에 의하여 제작되었다.

### 바닥 모자이크화
쾰른 대성당 주보랑의 모자이크 바닥화는 총 1300m²에 이른다. 1880년에서 1892년 아우구스트 에써바인에 의하여 설계되었다. 첫 번째 모자이크 그림은 대성당의 바로 이전 건축양식 모델을 보이고 있는 대주교 힐데볼트를 나타낸다.

### 종
대성당은 총 11개의 종이 있으며 이 중 4개는 중세 시대부터 존재하는 것이다. 첫 번째 종은 3.8톤의 ‘동방박사 종’으로 1418년에 주조되어 1437년에 설치되었고 1880년에 다시 주조되었다. 다른 두개의 종은 각각 10.5톤의 ‘프레티오사’와 5.6톤의 ‘스페시오사’로 둘다 1448년에 설치되었다.
19세기 성당이 완공으로 다다를 즈음에 종의 개수를 추가하는 것에 대한 논의가 오고갔다. 그리하여 황제 빌헬름 2세는 1870년에서 1871년 사이에 포획한 프랑스산 청동 대포를 기증하였다. 대포의 22개 조각은 1872년 5월 11일 성당 밖에서 전시되었다. 1873년 8월 19일 안드레아스 함은 대포를 녹여 27톤짜리 종을 주조하였다. 주조된 종의 소리가 조화롭지 못하여 같은해 11월 13일에 재주조하였으나 성당 건설 조합은 재주조된 종 또한 원치 않았다. 1874년 10월 3일 세 번째 주조를 거친 이 거대한 종은 1875년 5월 13일 쾰른으로 이송되어 성당에 설치되었다. 그러나 이 ‘황제의 종’은 1918년 1차 세계 대전으로 인하여 철거되었다.
24톤의 ‘성 베드로 종’ (성 베드로의 종, 뚱뚱한 베드로(D'r decke Pitter, 쾰른 지방 방언))은 1922년 주조되어 세계에서 가장 큰, 진자 운동을 하는 서양식 종이다.
돌출보에 설치된 작은 종 :
- 성체의 종 - 0.425 톤
- 저녁 기도 종 - 0.28 톤
- 삼종 기도 종 - 0.763 톤

남쪽 탑에 설치된 주 종 :

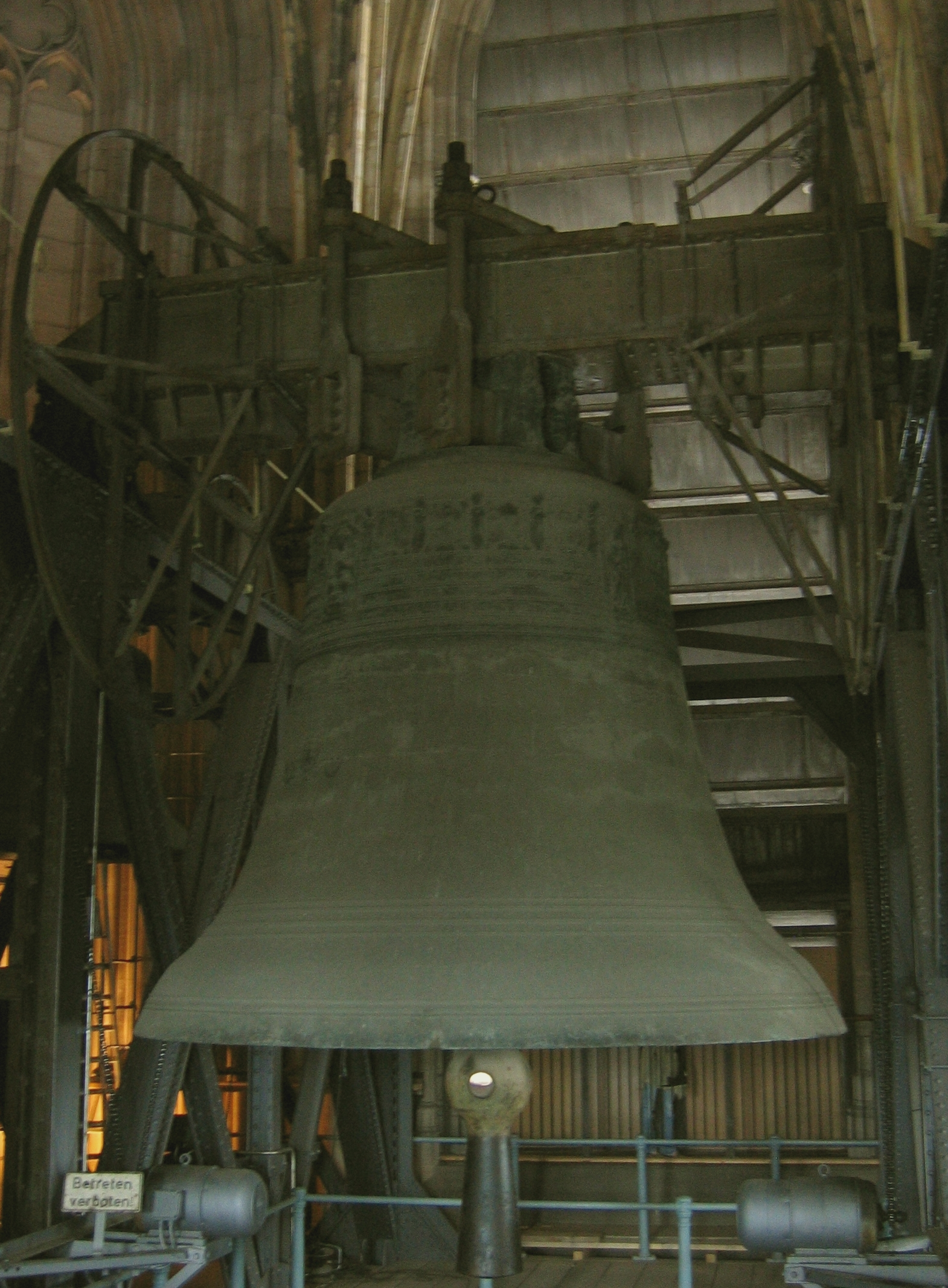
성 베드로 종

- 찬양(만세)의 종(Aveglocke) - 0.83 톤
- 장의 종(Kapitelsglocke) - 1.4 톤
- 요셉의 종 - 2.2 톤
- 우르슐라의 종 - 2.55 톤
- 동방박사 종 - 3.8 톤
- 프레티오사 - 10.5 톤
- 스페시오사 - 5.6 톤
- 성 베드로의 종 - 24 톤

### 성당 보물 전시관

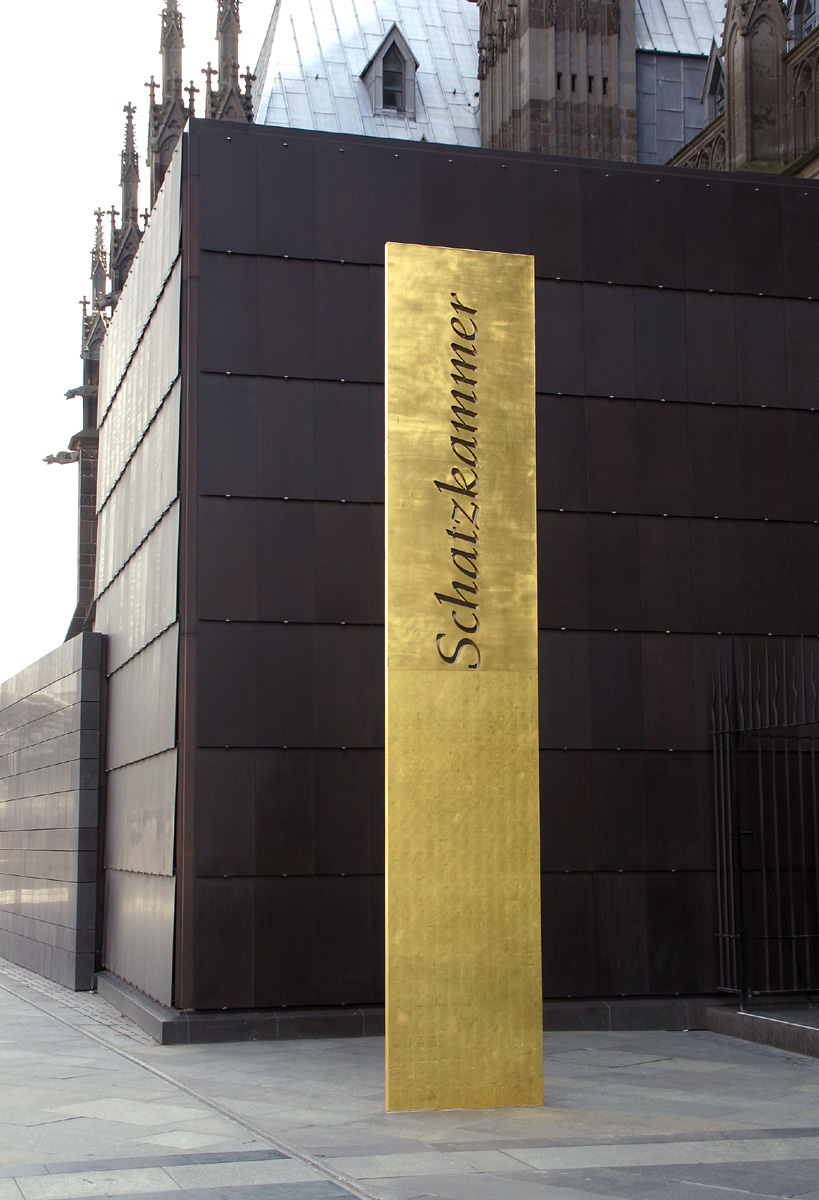
성당 보물 전시관 입구

1975년 11월 2일 대성당의 북쪽 익랑에 맞데어 있는 구 성당 보물 전시관에 3명의 도둑이 사다리와 등산 장비를 이용하여 침입, 십자가와 성체 안치기를 훔쳐가는 사건이 발생하였다. 도둑들은 결국 붙잡혔으며 높은 금고형을 선고 받았다. 그 과정에서 1657년에 금으로 제작된 성체 안치기가 훼손되었다.
2000년 10월 21일 이래로 쾰른 대성당의 유물들은 성당 북쪽 지하, 13세기에 지어진 것으로 보이는 구조물을 개조하여 새로 지어진 성당 보물 전시관에 보관되어 전시되고 있다.
쾰른의 성당 보물 전시관은 어두운 청동으로 이루어진 입구 건물을 통하여 들어가며 지하 3층 총 6개의 방으로 이루어져있다. 전시관은 총 500m²으로, 4세기에서 20세기 사이에 만들어진 귀중한 종교적 유물들을 소장하고 있다.

### 오르간
쾰른 대성당은 2개의 오르간을 보유하고 있다. 두개의 오르간은 독일 본에 있는 요하네스 클라이스 공방에서 제작되었다.

#### 익랑 오르간 (클라이스 1948/1956)
전쟁 이후 1948년 교차랑의 북동쪽 모서리에 오르간이 설치되었다. 북쪽 익랑의 동쪽 벽면으로 비교적 적은 높이에 찾아볼 수 있다. 이 곳은 일반적인 고딕 성당에서는 사용하지 않는 자리로, 1948년 오르간이 봉헌되었는데, 이는 전쟁으로 훼손된 신랑을 복원하기 위하여 1956년까지 진행되었던 작업으로 인한 것이다. 또 다른 이유로는 제2차 바티칸 공의회로 인하여 현재보다 내진과 대제대에서의 미사를 더욱 중요시 여겼었기 때문이다. 1956년 이후 오르간을 확장하였다. 전기기압식으로 작동하는 오르간은 오늘날까지 88개의 음전으로 구성되어있다.

#### 신랑 오르간 (클라이스 1998)
전쟁 이후 설치된 익랑 오르간 만으로는 음량이 충분하지 못하여 1998년 추가적으로 새 제비집 오르간이 봉헌되었다. 일반적인 고딕 성당에서는 주로 오르간이 자리하는 곳인 신랑의 북쪽 벽면 위에 설치되었다.

### 묘비

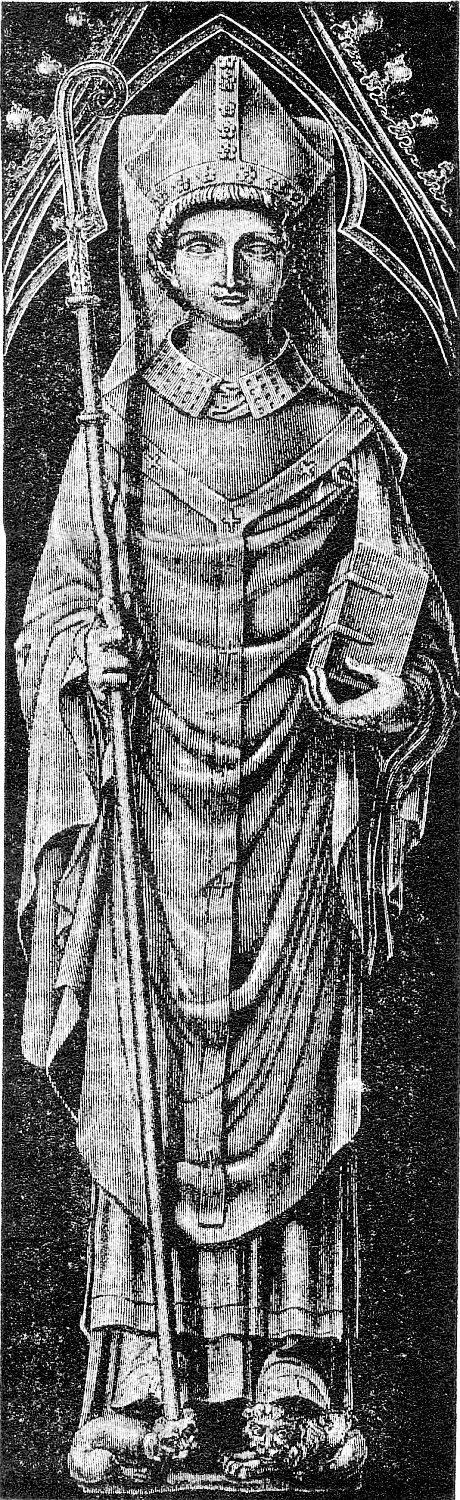
콘라드 폰 호흐슈탄트의 묘비, 요한네스 제실

쾰른 대성당은 쾰른 대교구장들의 마지막 안식처이다. 대성당의 내부와 아래에 매장된 사람들은 다음과 같다:
- 게로
- 라이날트 폰 다셀
- 필립 1세 폰 하이젠베르크
- 엥엘베르트 1세
- 콘라드 폰 호흐슈탄트
- 이르밍가르트 폰 쥐흐텔른
- 발라름 폰 율리히
- 빌헬름 폰 게넵
- 엥엘베르트 3세 폰 데어 마르크
- 프리드리히 3세 폰 자르베르덴
- 디트리히 2세 폰 묄스
- 헤르만 4세 폰 헤센
- 필립 2세 폰 다운
- 아돌프 3세 폰 샤움부르크
- 안톤 폰 샤움부르크
- 페르디난트 아우구스트 폰 슈피겔
- 요한네스 폰 가이셀
- 파울루스 멜커스
- 필립 크레멘츠
- 휴베르트 테오필 지마르
- 안톤 피셔
- 펠릭스 폰 하르트만
- 카를 요셉 슐테
- 요셉 프링스
- 요셉 회프너

쾰른 대성당에 매장된 사람 중 비종교인은 아른스베르크의 마지막 백작이었던 고트프리드 4세(1318~1368)가 유일하다.

### 조명
2008년 10월부터 컴퓨터로 자동 조정되는 내부 및 외부 조명이 가동되었다. 80개의 프로그래밍이 가능한 기능을 통하여 다양한 조명 상태를 유지할 수 있다. 1000여개에 달하는 조명 기구로 밤을 밝힐 뿐만 아니라 다양한 밝기를 통하여 여러 분위기를 조성할 수 있다. 성당 건설 조합은 약 1,200,000 유로에 달하는 유지비를 조명 운영에 사용하고 있다.

## 법적 소유주
현재 대성당 건물은 법적으로 공영 법인인 ‘Hohe Domkirche zu Köln’(호에 돔키르헤 추 쾰른)의 소유이다. 따로 대표 기관을 소유하지 않고 있기 때문에 스스로 주교좌 성당 참사회를 맡고 있다. 주교좌 성당 참사회는 Hohe Domkirche zu Köln를 대리하며 교회 법을 대표한다. 주교좌 성당 참사회는 16명의 주교좌 성당 참사 회원과 교구장, 주교좌 성당의 주임 신부 2명의 지도자로 구성된다.
1년에 약 천만 유로에 달하는 특히 그중 3분의 2는 보수 및 유지 활동에 사용되는 쾰른 대성당의 유지비의 대부분은 성당 복권 판매 소득에서 유래한다. 쾰른 대성당과 관련된 모든 직장은 대성당의 행정 관청에서 관리된다.

## 통계

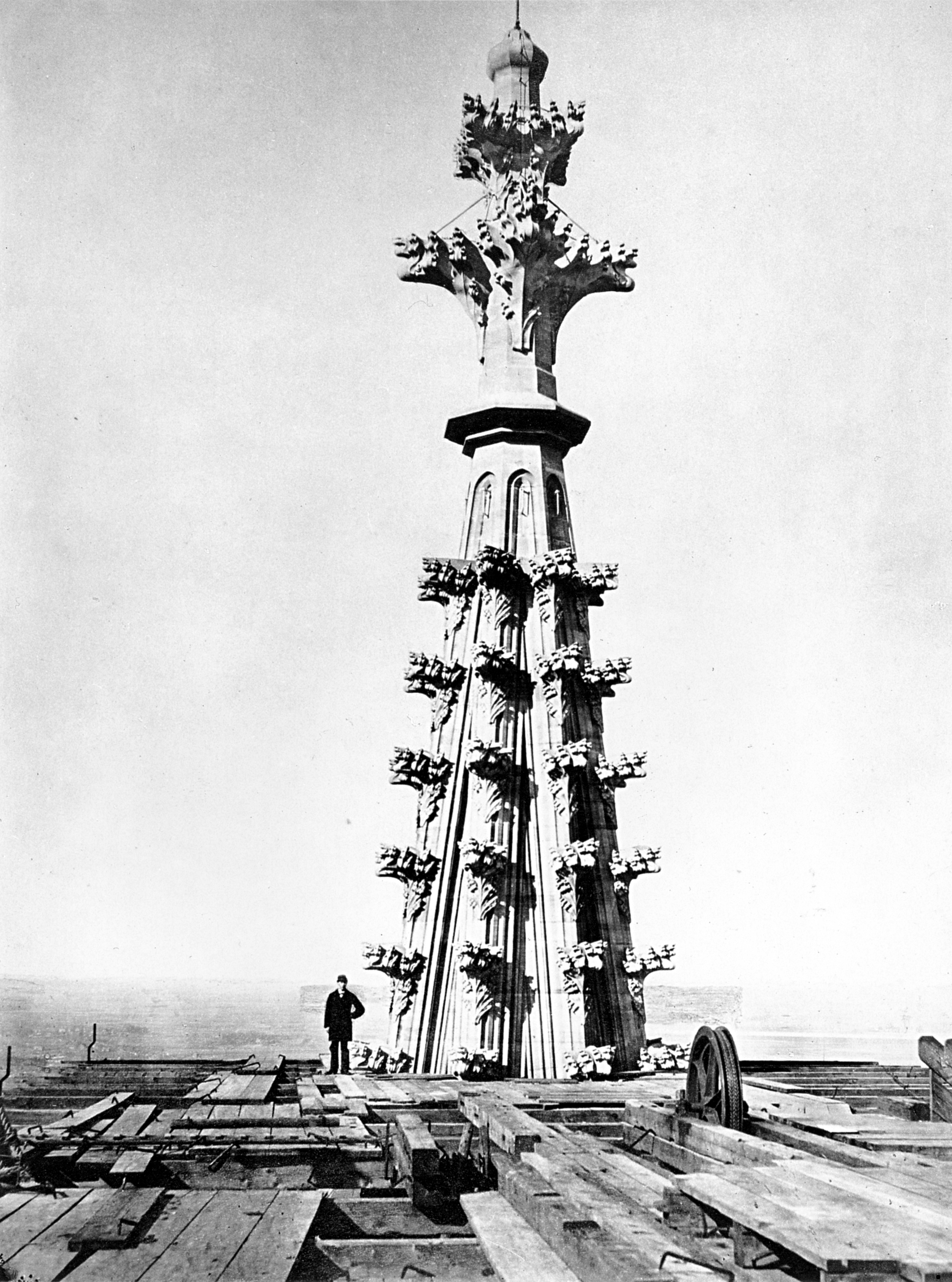
1881년에 촬영된 북쪽 탑의 첨점

| 총 길이                           | 144.58 m                        |
| 총 폭                             | 86.25 m                         |
| 신랑 전면부의 폭                  | 39.95 m                         |
| 주랑 내부의 폭                    | 45.19 m                         |
| 서쪽 전면부의 폭                  | 61.54 m                         |
| 북쪽 탑의 높이                    | 157.38 m                        |
| 남쪽 탑의 높이                    | 157.32 m                        |
| 탑 꼭대기까지 계단의 개수         | 533 개                          |
| 알려진 종의 개수                  | 11 개                           |
| 가장 큰 종                        | Ø 3.22 m, 24.000 t              |
| 신랑 전면부의 높이                | 69.95 m                         |
| 지붕의 높이                       | 109.00 m                        |
| 지붕 마루의 높이                  | 61.10 m                         |
| 신랑의 높이                       | 43.35 m                         |
| 측랑의 높이                       | 19.80 m                         |
| 성당 상부 구조의 총 넓이          | 7,914 m²                        |
| 성당 스테인드글라스의 총 넓이     | 10,000 m²                       |
| 성당 지붕의 총 넓이               | 12,000 m²                       |
| 서쪽 전면부의 총 넓이             | 7,000 m²                        |
| 성당 건축에 사용된 석재의 총 무게 | 300,000 t                       |
| 좌석 개수                         | 약 1200 개                      |
| 입석 개수                         | 약 2800 개                      |
| 연간 유지 비용                    | 10,000,000 € (127억 7,860만 원) |

## 성당 주변

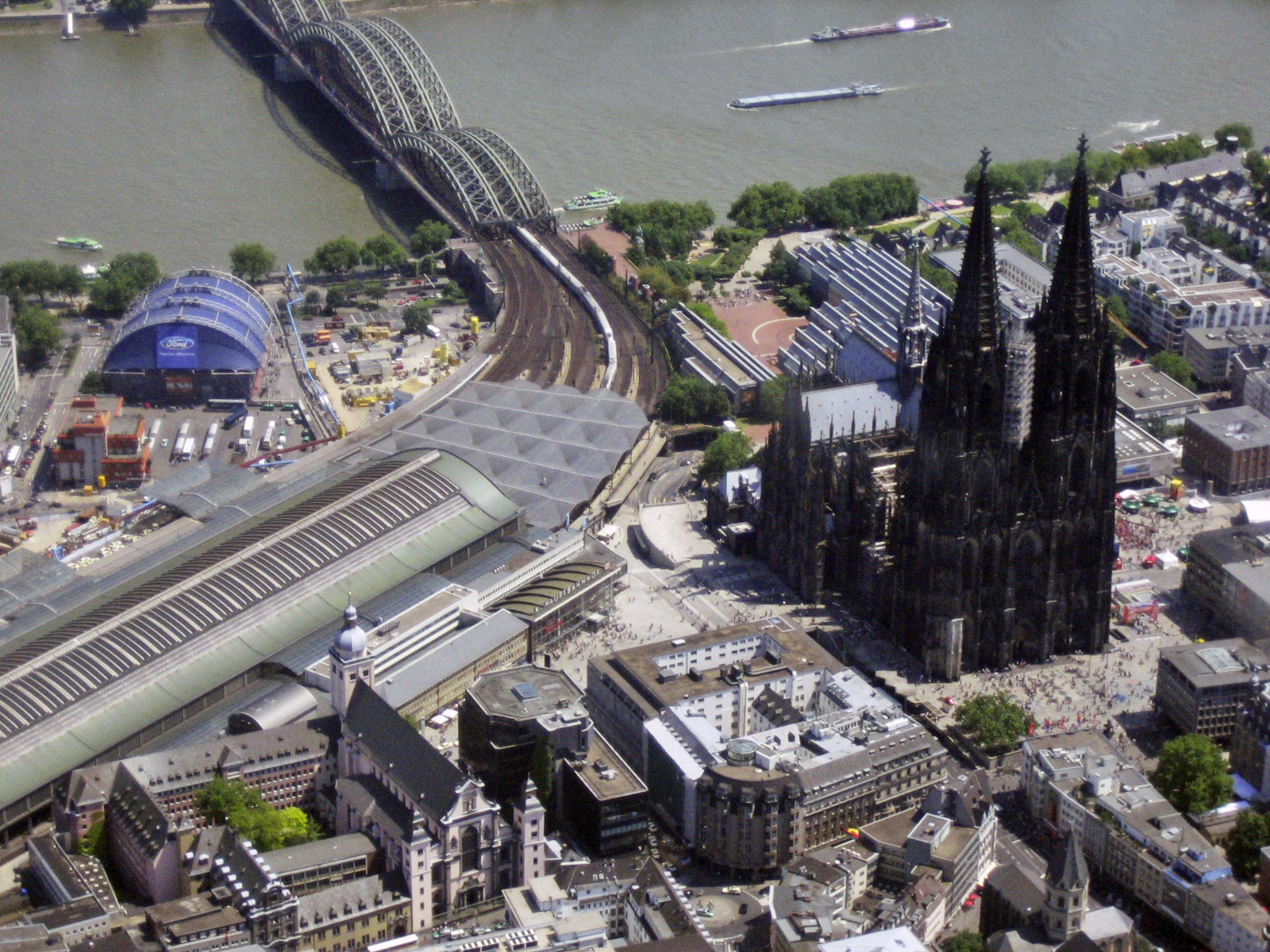
쾰른 대성당과 중앙역, 호엔촐레른 철교

대성당은 독일의 국가와 민족적 문화유산으로서 완성되었으며 그 건축 작품으로서의 의미를 더욱 독보적으로 빛내기 위하여 19세기에 주변의 낡은 건물은 모두 철거되어 광장과 녹지가 조성되었다. 성당 주변은 오늘날까지 발굴과 교통, 중앙역 주변의 상황으로 인하여 많은 비판을 받았으며 새로운 건설 계획의 계기가 되고 있다.
과거 대성당의 안뜰이 있던 남쪽은 1824년에 호텔과 함께 줄지어 있던 집들이 철거되었고 광장과 새 호텔이 들어서 현재의 모습에 이르고 있다. 서쪽 정면부의 앞은 남쪽보단 규모가 작은 광장과 새로운 거리가 조성되었다. 대성당의 북부 대지는 로마 제국의 성벽이 서있던 자리로, 4.5m 정도 더 낮았기 때문에 남쪽과 동쪽의 구시가지와 매끄럽게 연결되지 못했다. 이 부분은 '구시가지의 모서리'라 불리었는데, 프리드리히 빌헬름 4세에 의하여 더욱 부각되었다. 프로이센의 왕가는 기차 여행 도중 그들의 '문화 유산' 바로 옆에서 내리길 원했었기 때문에 그 곳에 중앙역이 건설되었다. 1894년에는 중앙역의 확장과 더불어 성당의 북쪽 지대에는 중앙역 광장이 건설되었다. 과거 성 마리아 아드 그라두스 교회가 있던 동쪽 언덕을 깎아 평평하게 하였으며 20세기에 들어서 그 곳에 있던 호텔이 철거되었다.
세계 2차 대전으로 인하여 많은 건물들이 파괴되었고 그로 인하여 대성당 동쪽 부분은 완전히 정리되어 라인강변과 바로 연결되었다. 정리된 지역은 녹지가 조성되었고 확장된 중앙역의 일부로 사용되었다.
1968년 쾰른 출신의 프리츠 샬러의, 초기 성당 내진의 지하에서 발견되었던 로마 시대 디오니소스 모자이크 바닥화에서 영감을 받은 설계를 토대로 현재 쾰른 대성당 주변의 지대가 조성되었다. 이는 19세기 이후로 쾰른의 구시가지와 대성당 주변의 과도한 교통량을 비롯한 도시 건설 계획의 문제점을 풀어주는 유례가 없는 최고의 해답이 되었다. 대성당의 서쪽 정면부 광장 맞은편에는 대성당 포룸이 입주해 있는 유리 건물이 건설되었으며 프리츠 샬러가 설계한 지대의 지하에는 로마 성벽의 일부와 함께 성당 주차장이 들어섰다.
서쪽 정면부 광장 맞은편에는 대성당의 크기를 더욱 실감하게 하기 위하여 탑 꼭대기에 놓인 장미석의 실제 크기 모형을 전시해놓고 있다.
남쪽 광장에는 로마-게르만 박물관이, 동쪽에는 루트비히 박물관과 쾰른 필하모닉 공연장이 들어서 있다.

## 사진

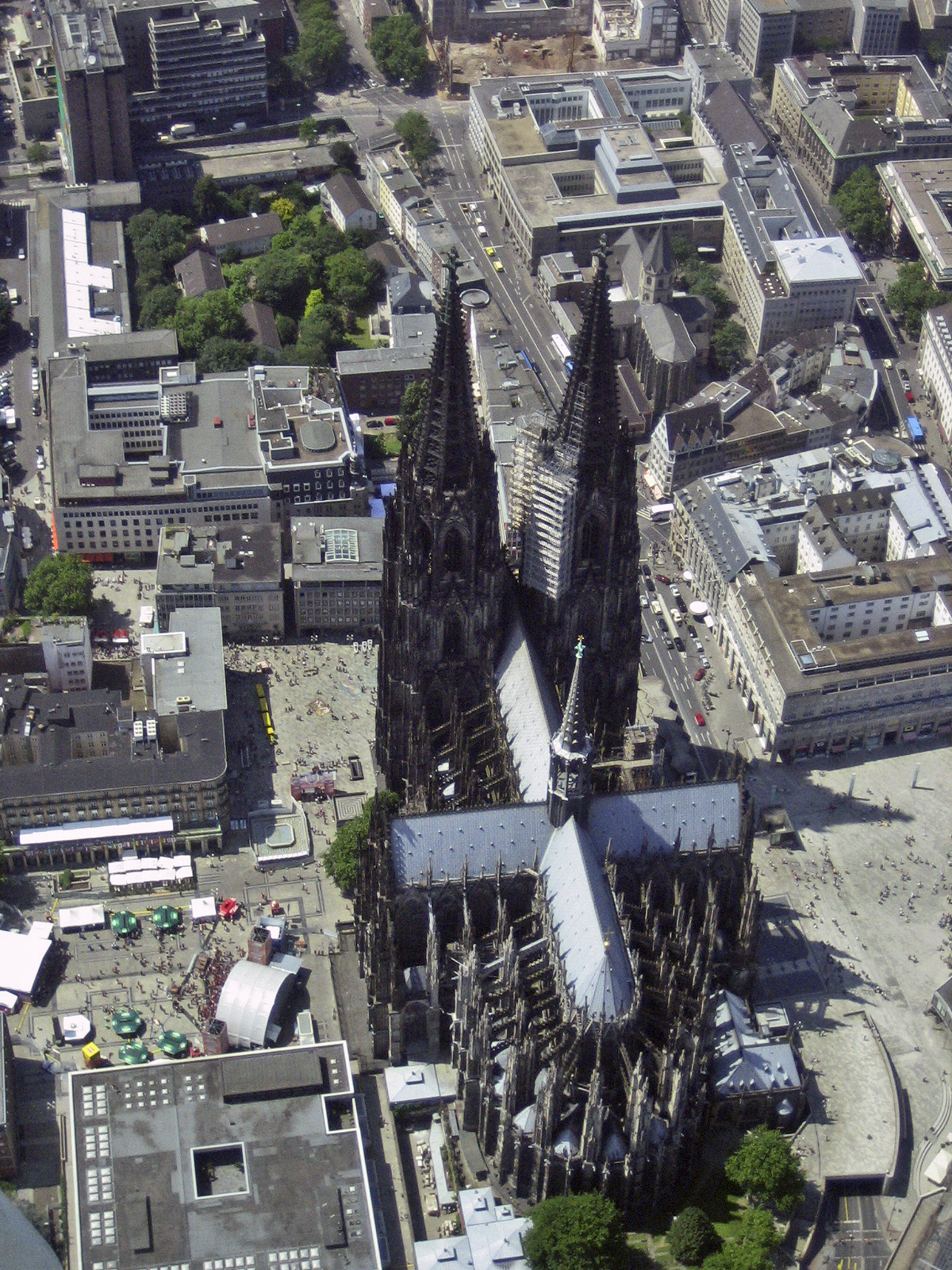
항공기에서 찍은 사진
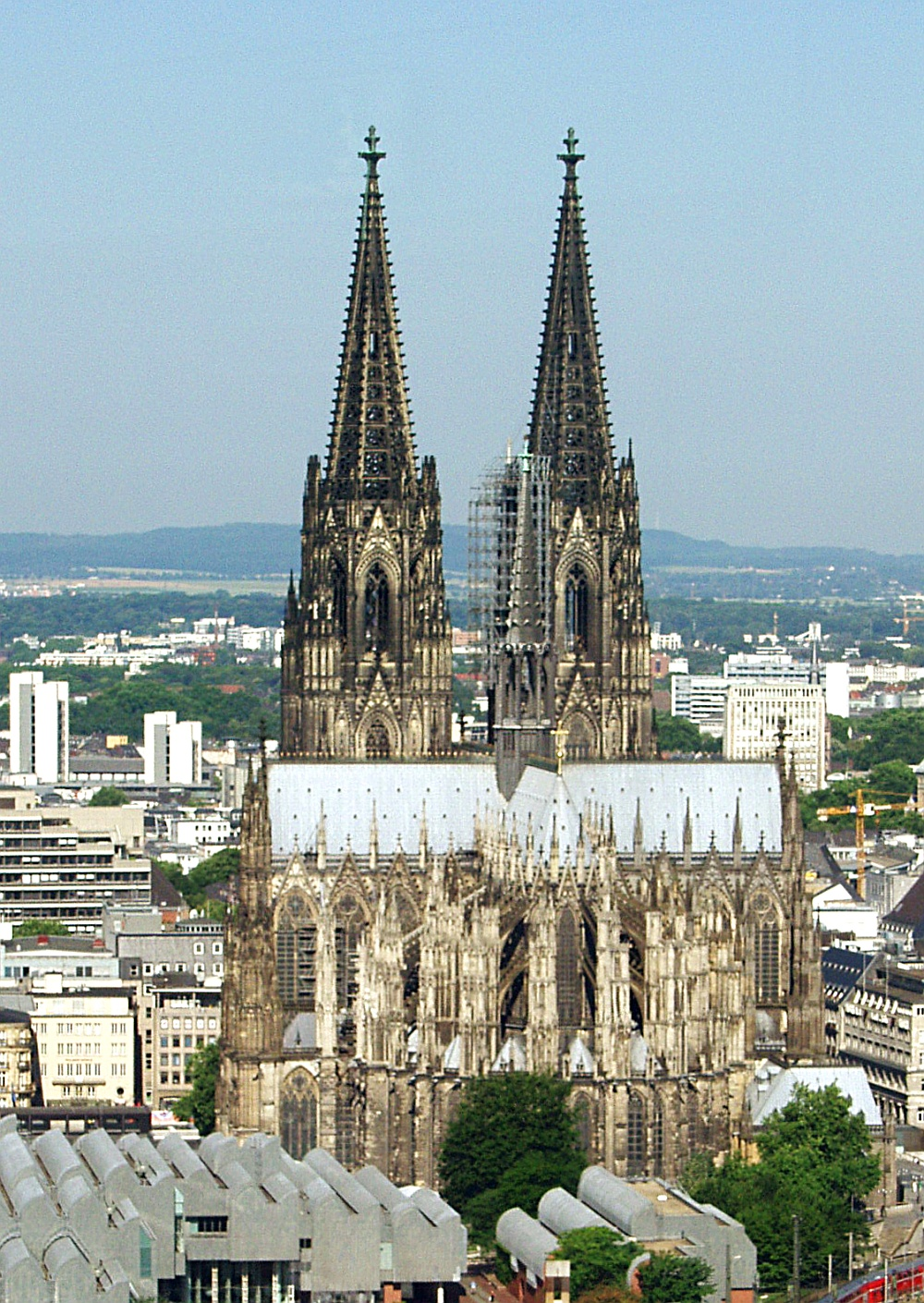
라인 강 건너편에서 바라본 쾰른 대성당
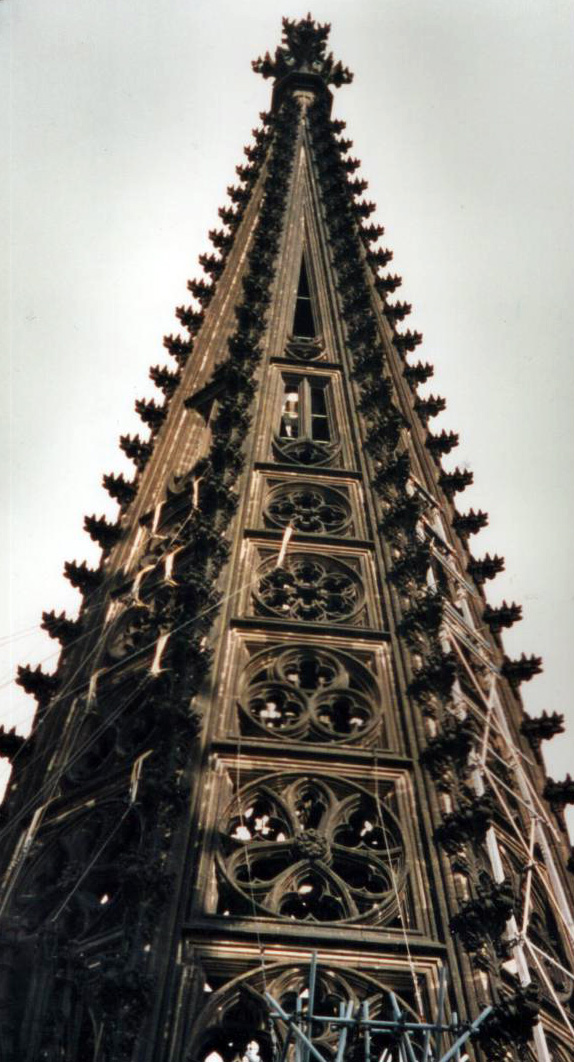
첨탑
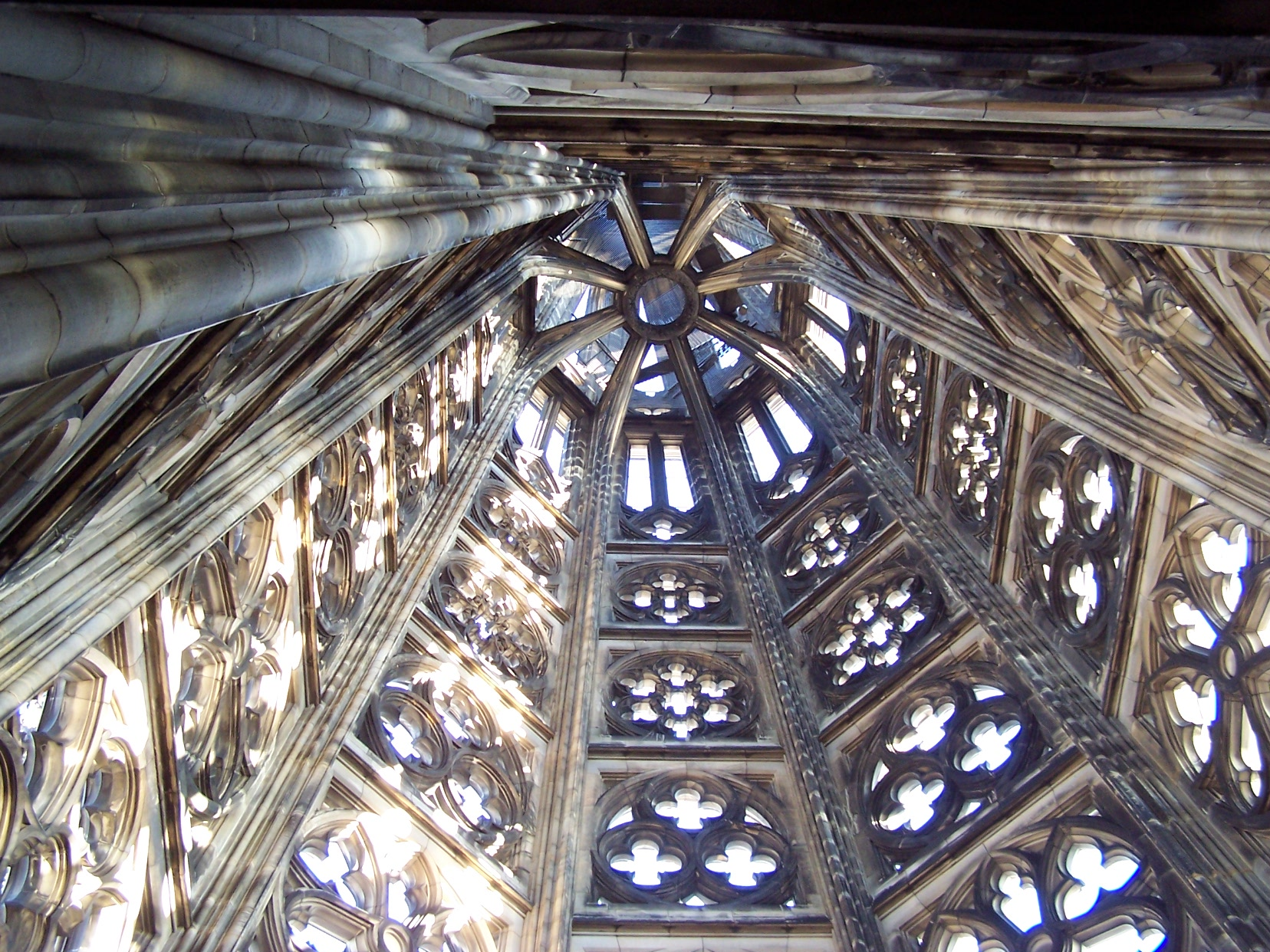
첨탑 내부
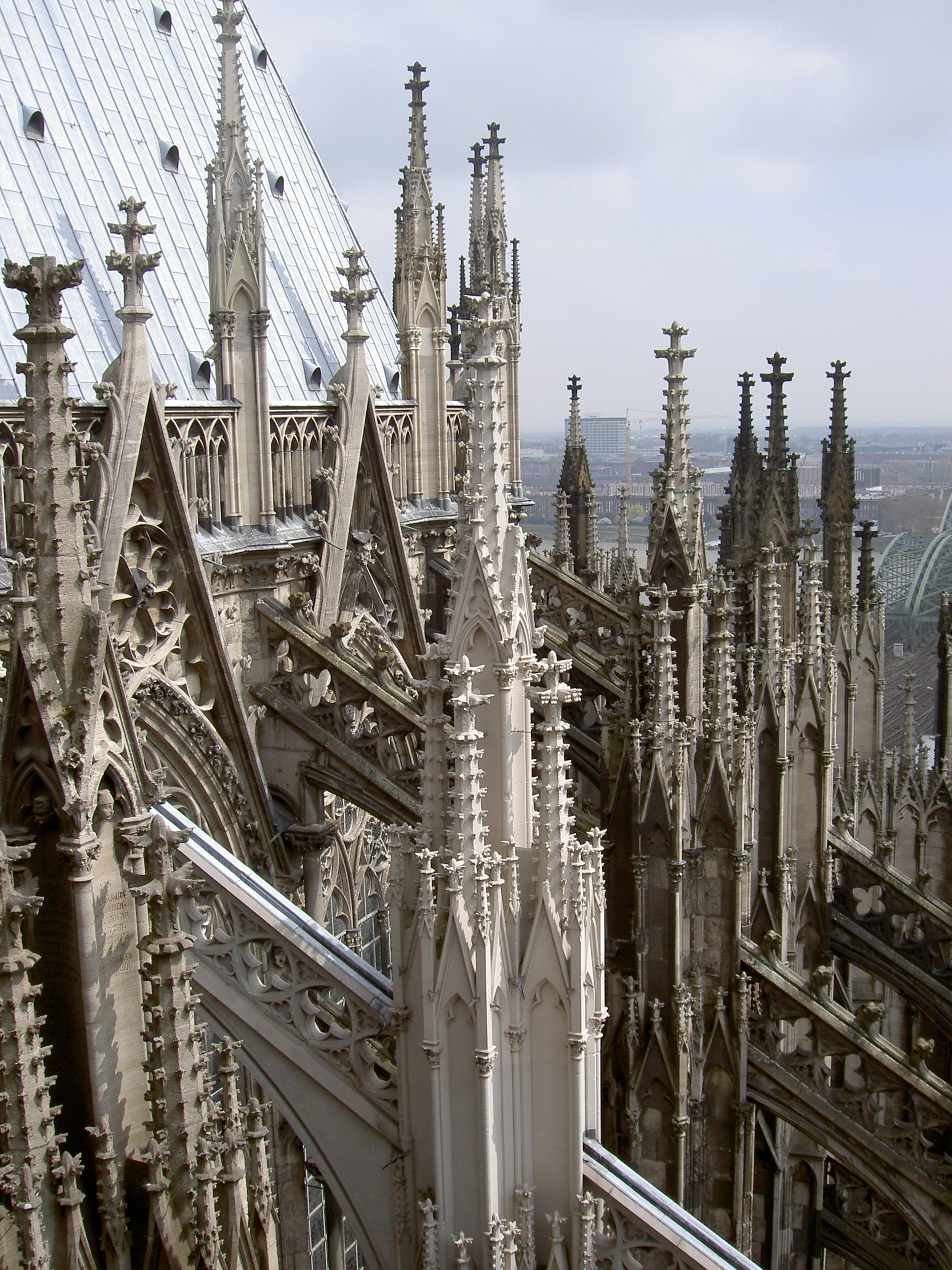
비량(플라잉 버트레스)
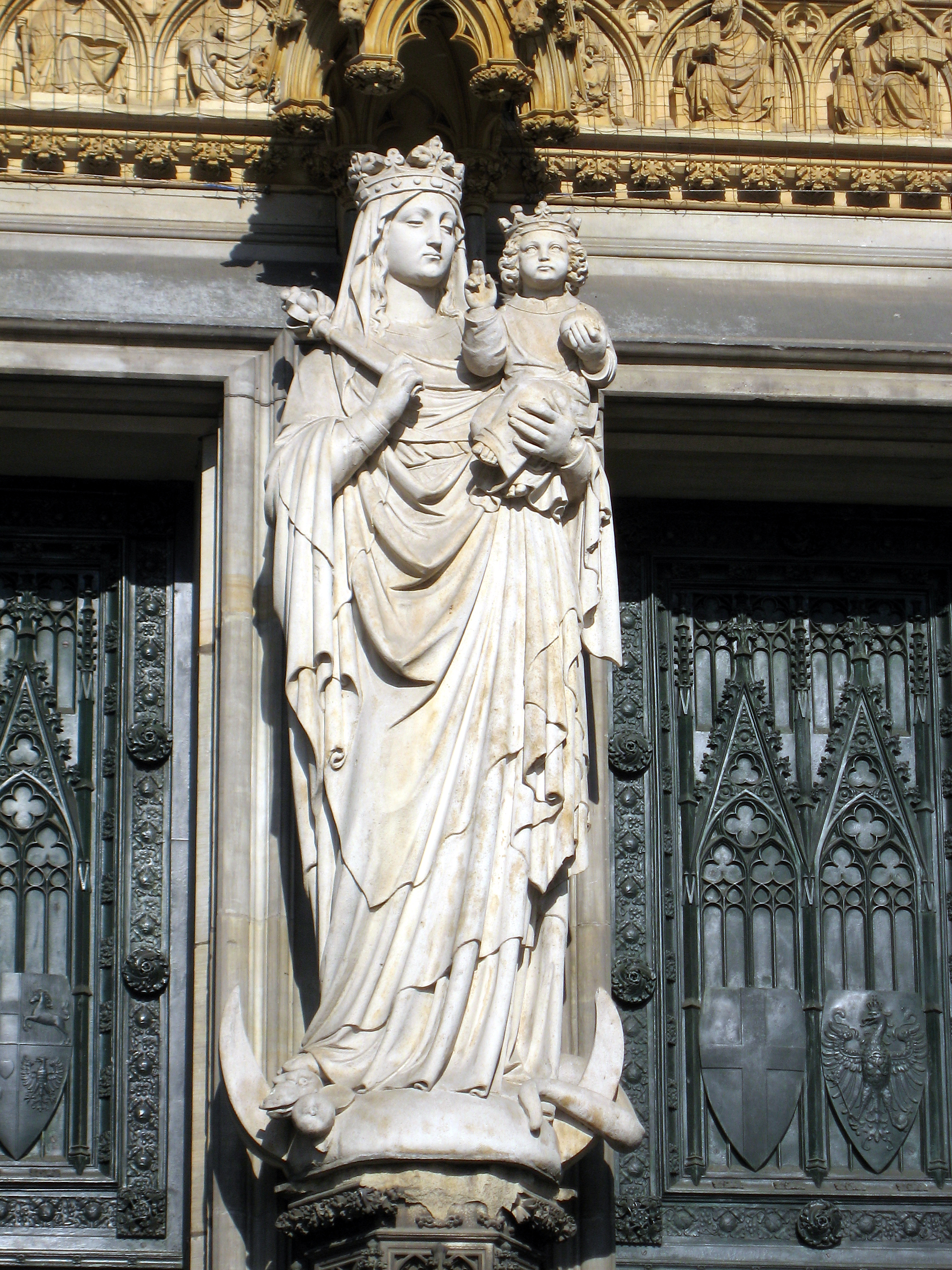
성모 마리아 상
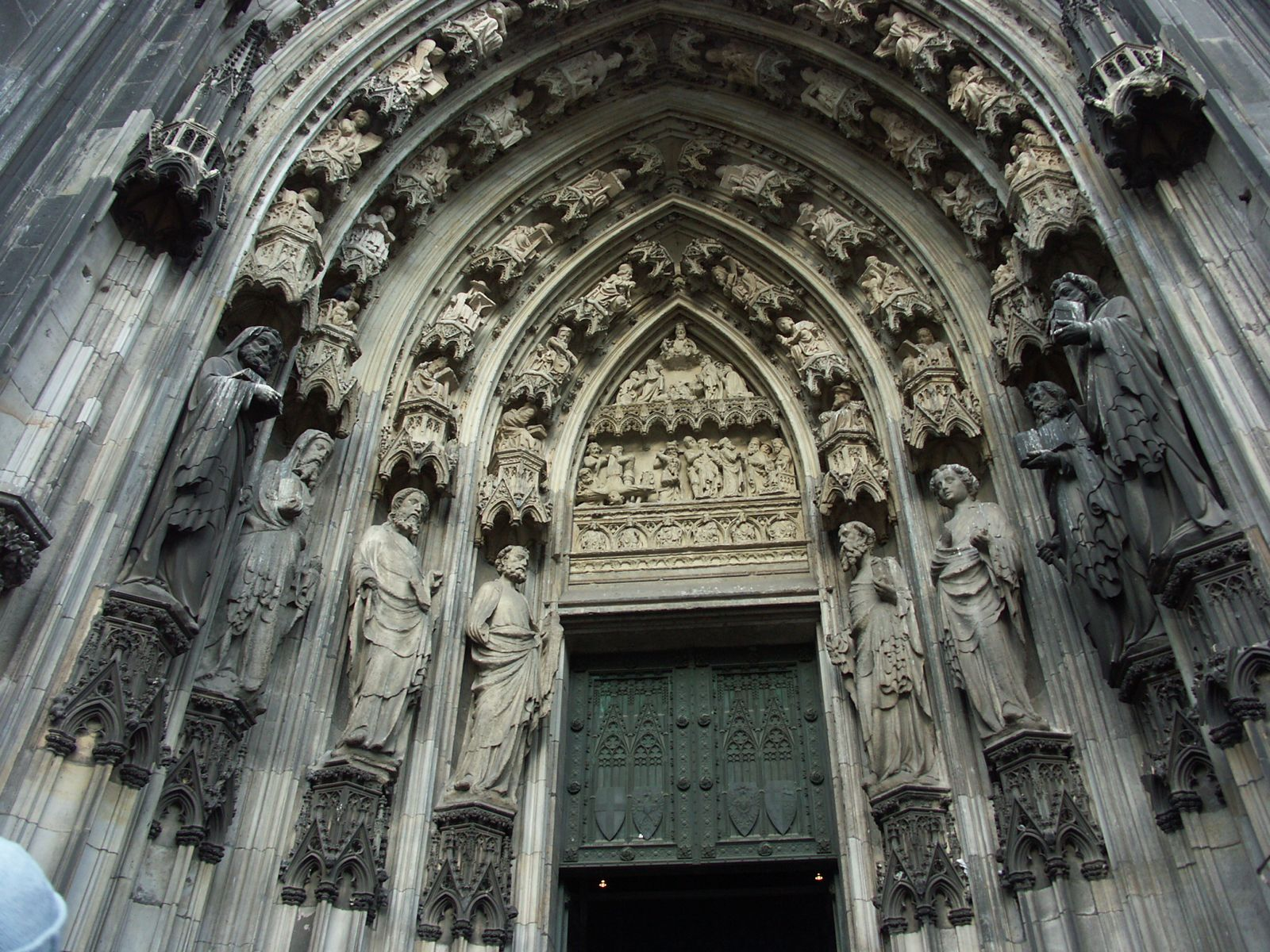
현관
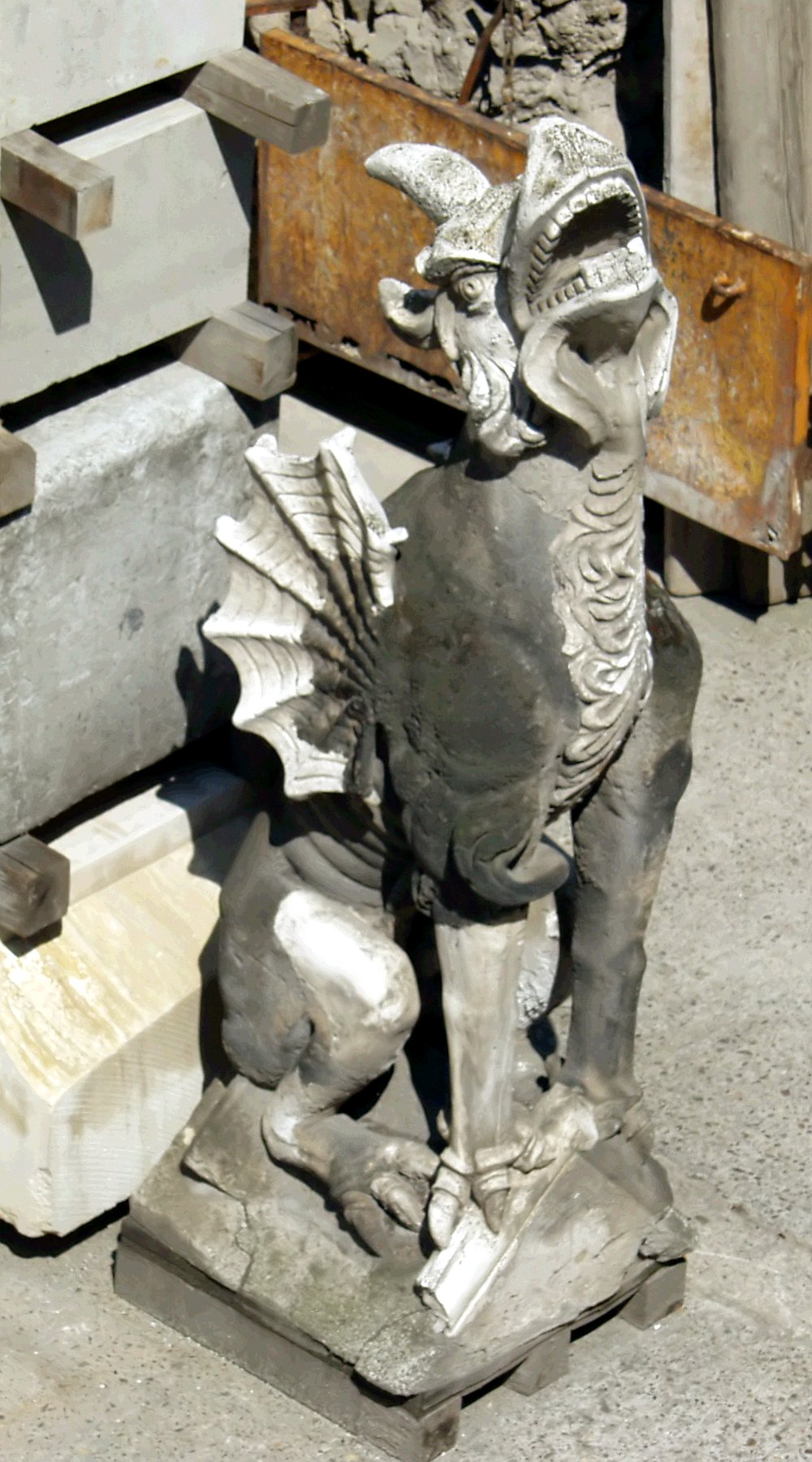
성당 건축 조합에 있는 석상
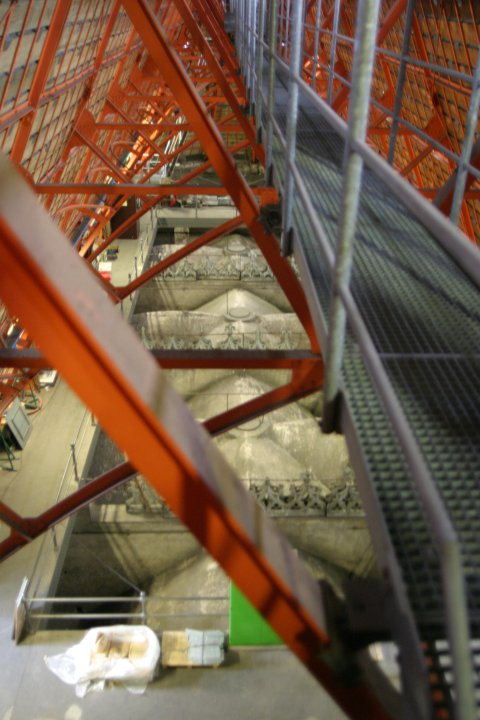
성당 지붕 내부
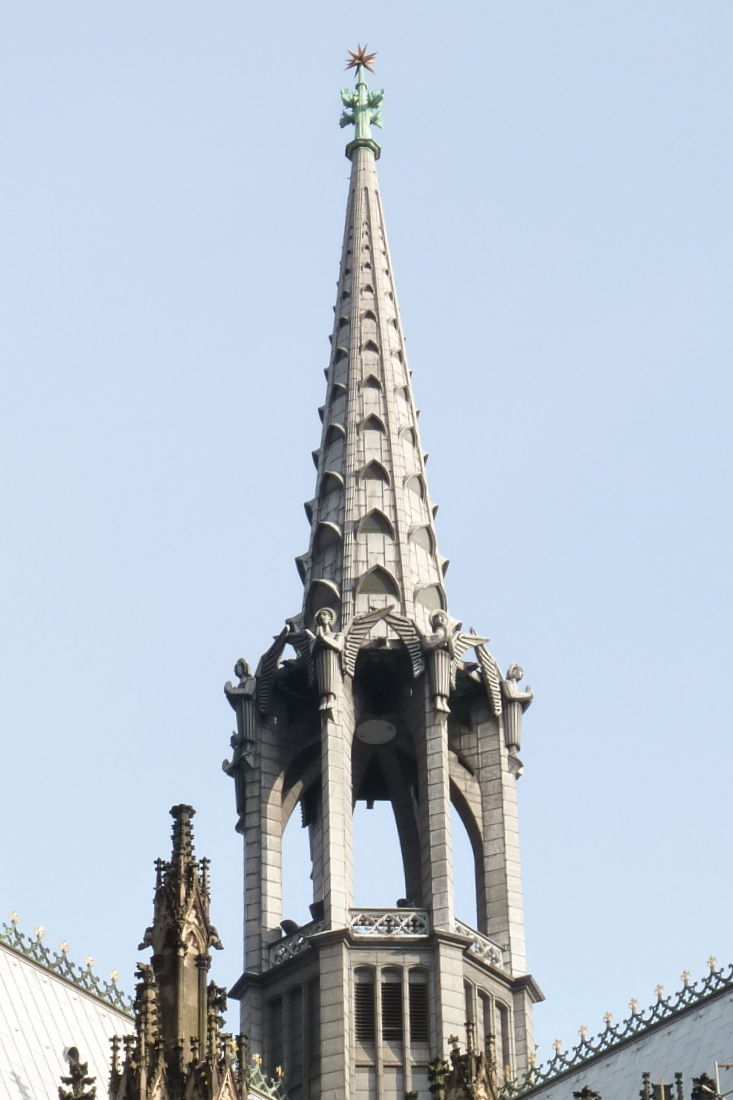
교차랑 탑
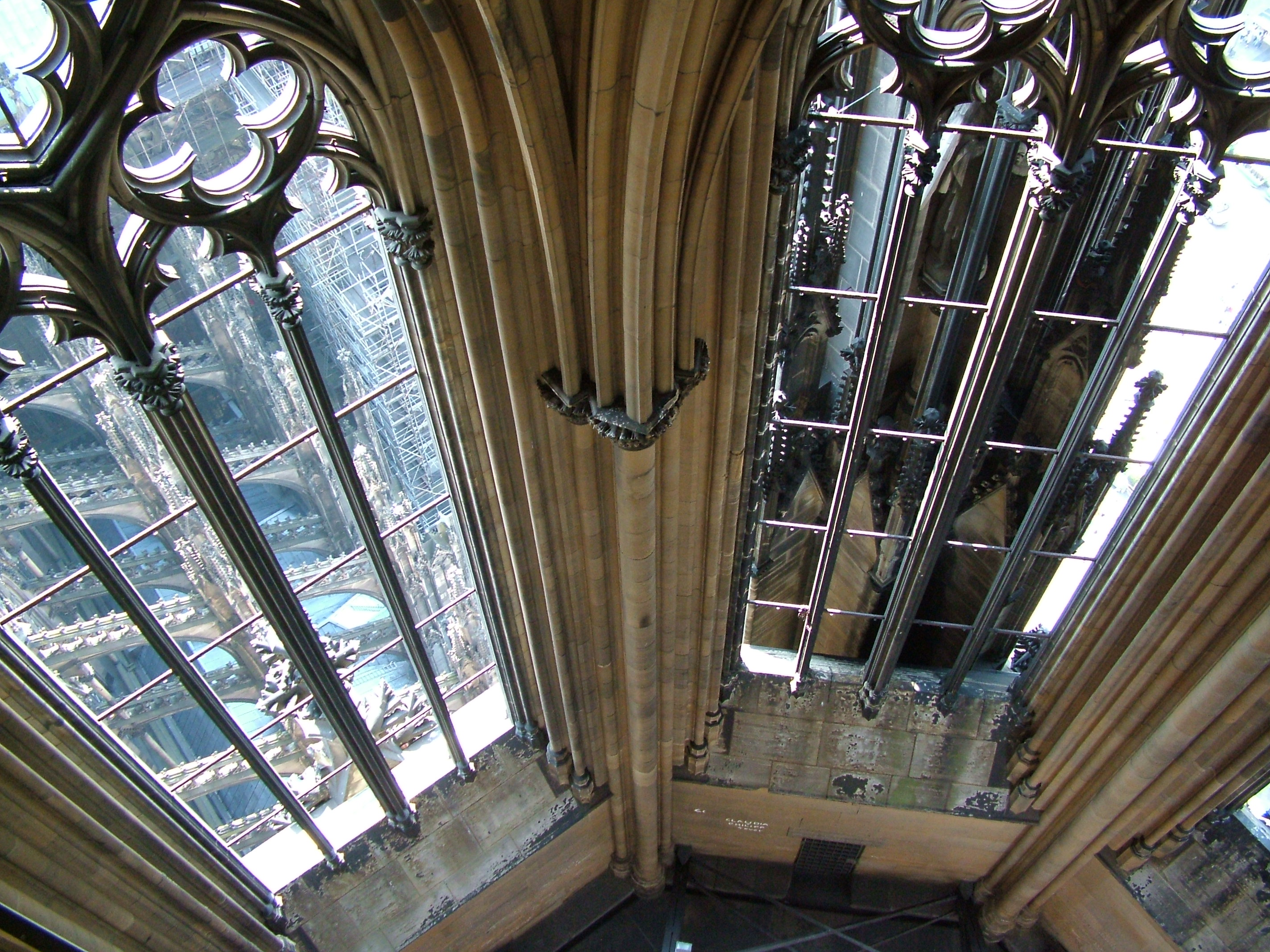
북쪽 탑 내부
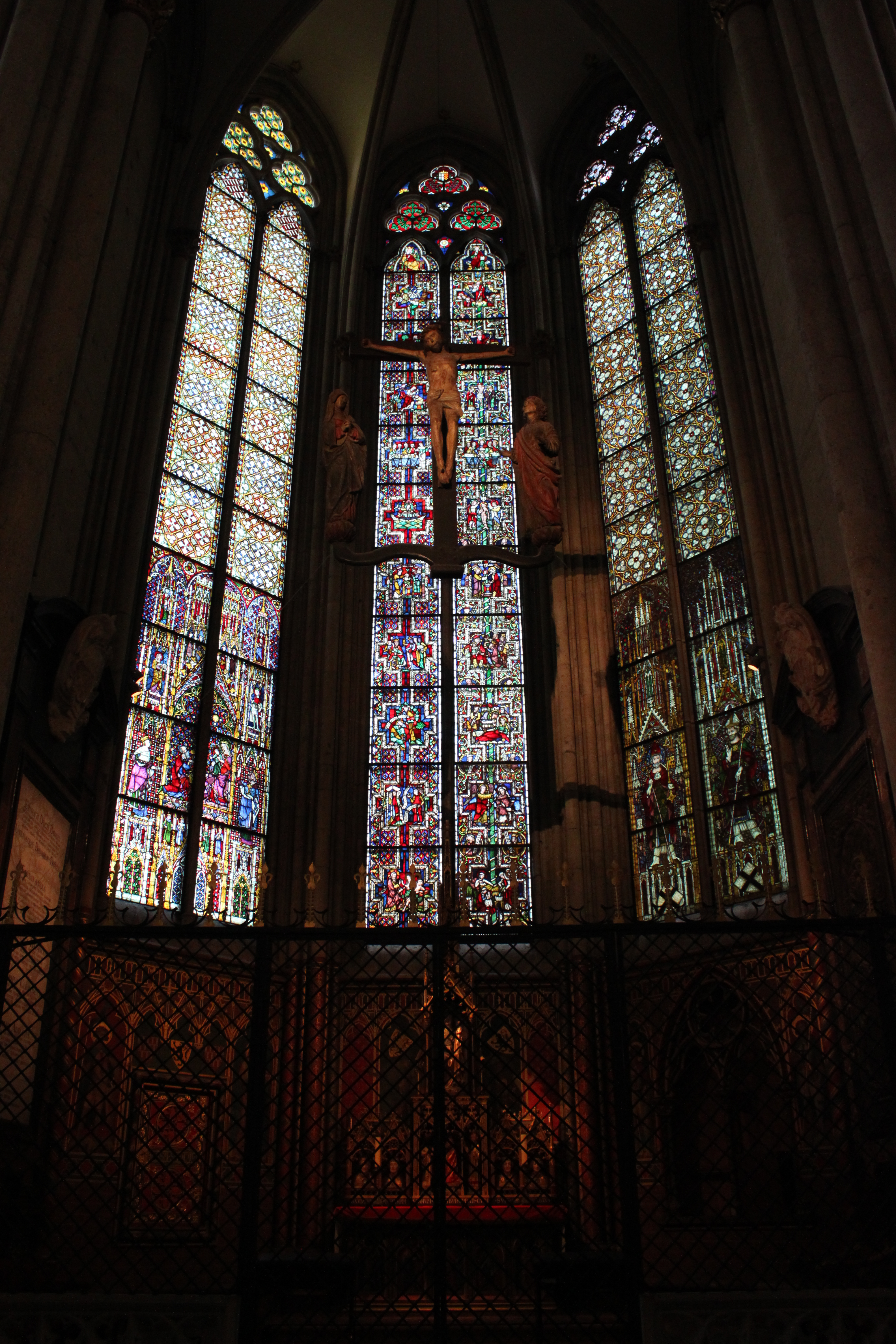
동방 박사 제실 (경당)
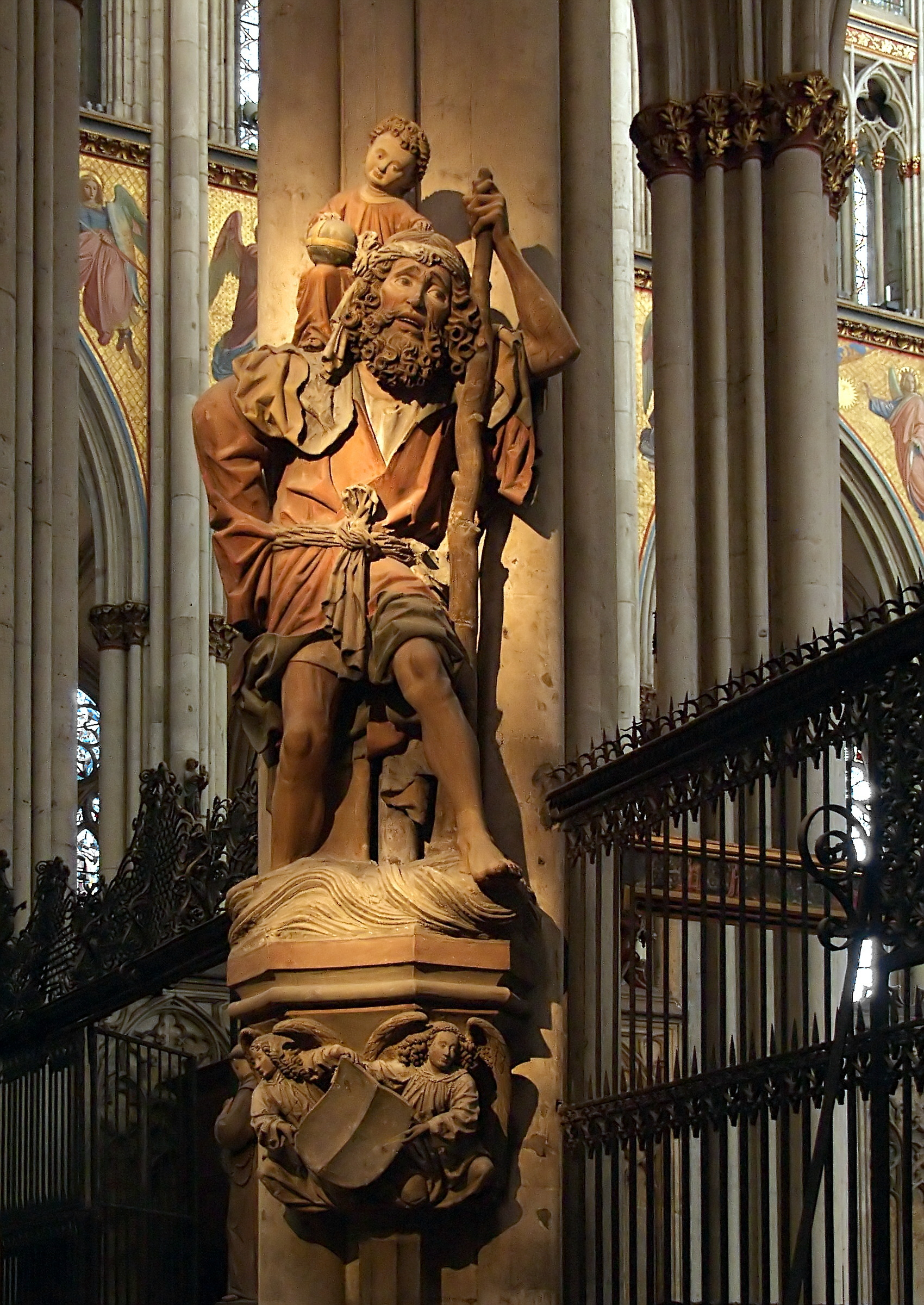
크리스토포루스 상
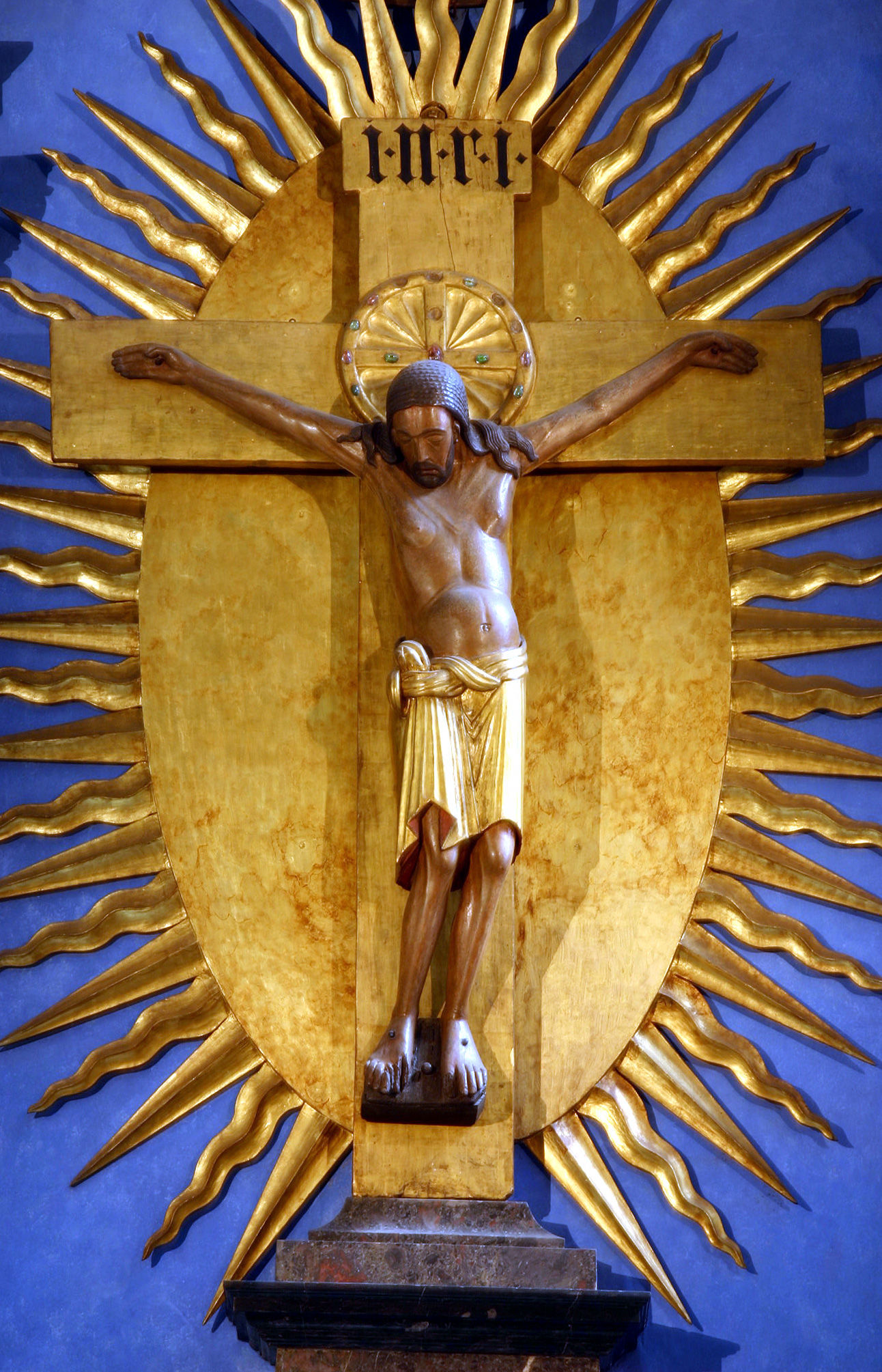
게로 십자가
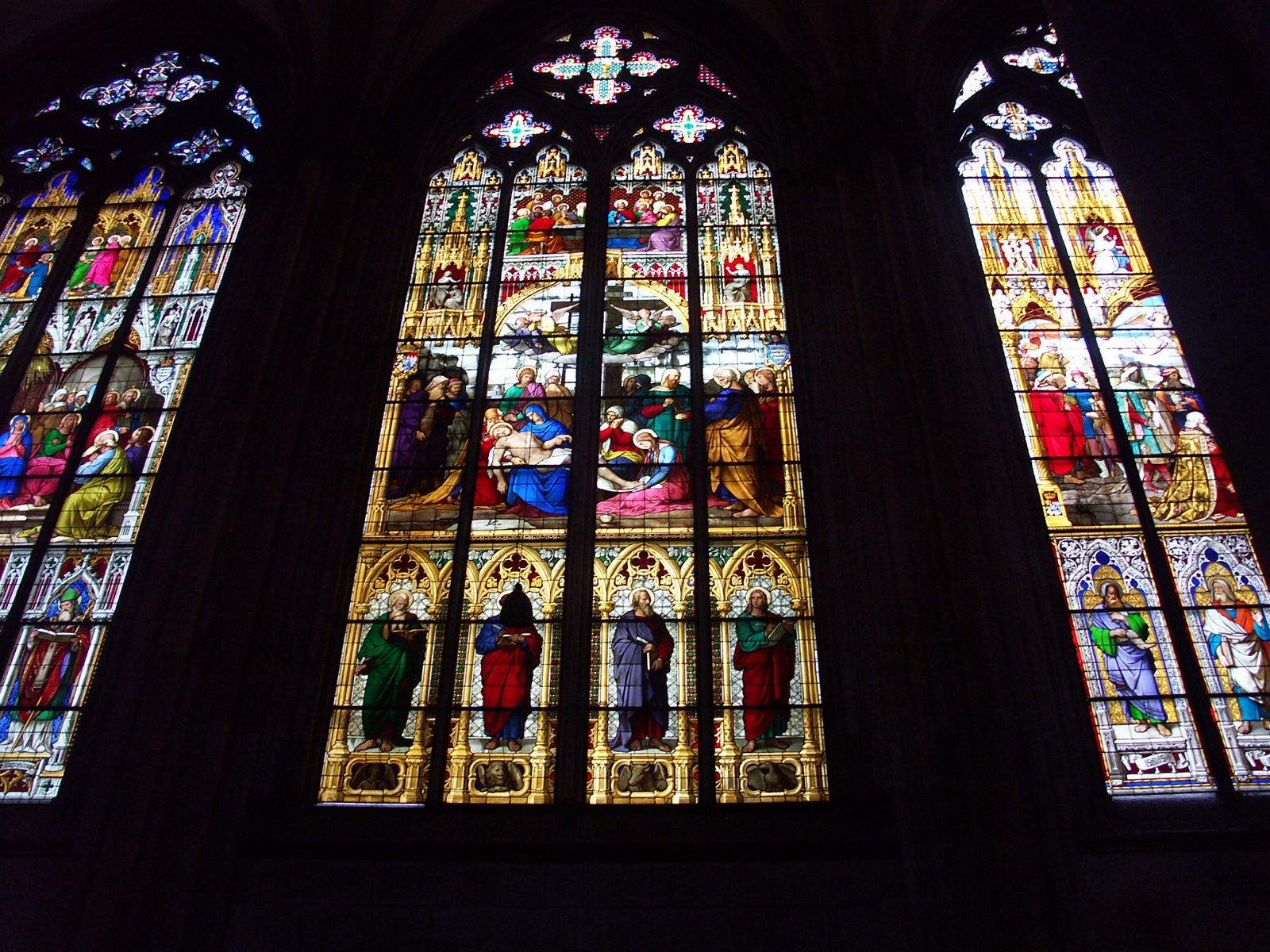
바이에른 창
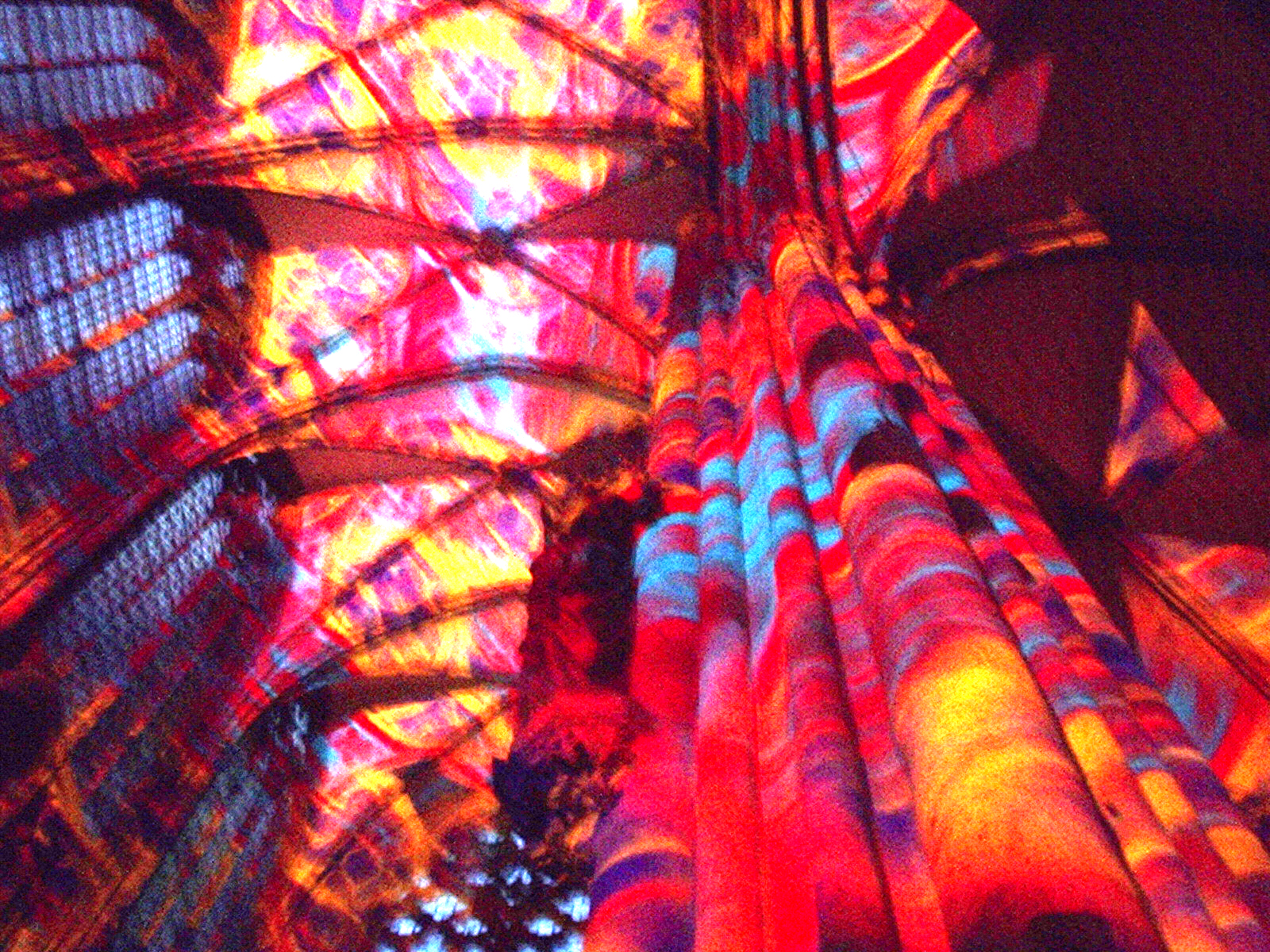
성당 내부 조명 쇼
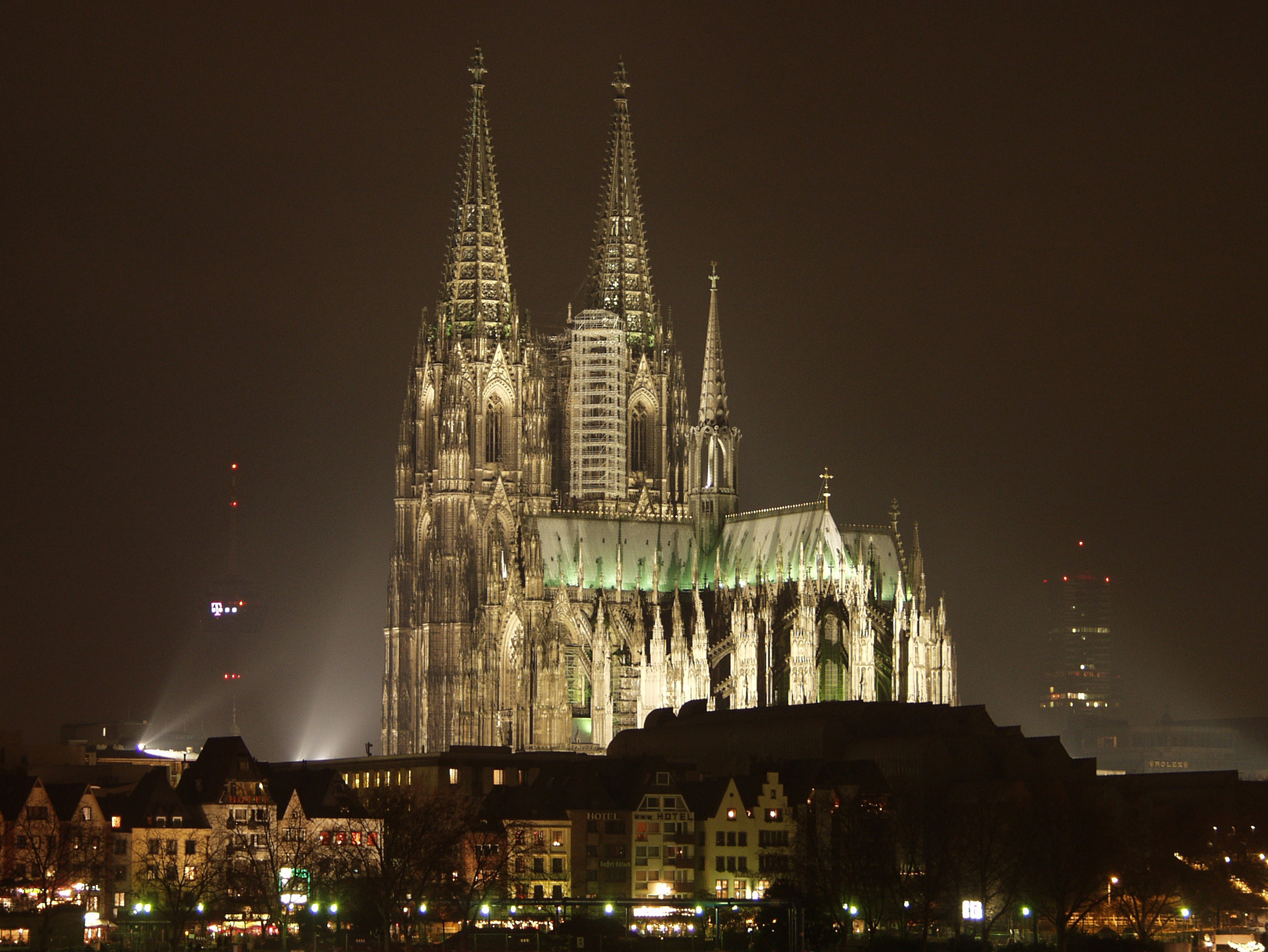
야간의 성당 모습

## 같이 보기
- 마인츠 대성당
- 트리어 대성당
- 아헨 대성당

## 참고 자료
- Arnold Wolff, Toni Diederich (Hrsg.): Das Kölner Dom Lese- und Bilderbuch, Köln 1990, ISBN 3-922442-11-0
- Hugo Borger und Rainer Gaertner: Der Dom zu Köln, Köln 1980
- Klaus Gereon Beuckers: Der Kölner Dom, Wissenschaftliche Buchgesellschaft, Darmstadt 2004, ISBN 3-534-15737-0
- Paul Clemen (Hrsg.): Der Dom zu Köln (= Die Kunstdenkmäler der Rheinprovinz. Band 6, Teil III), Reprint der 2., vermehrten Auflage, Düsseldorf, 1938. Düsseldorf Schwann 1980, ISBN 3-590-32101-6
- Paul Mikat: 750 Jahre Gotischer Dom zu Köln: Zeiten des Domes, Droste-Verlag, Düsseldorf 1999, ISBN 3-7700-1123-6
- Marcus Reckewitz, Jörn Sackermann (Fotos): Der Dom – Die Kölner und ihr Wahrzeichen, Edition Lempertz, Bonn 2005, ISBN 3-933070-69-4
- Kölner Dom. Ein virtueller Rundgang durch 2000 Jahre Kunst, Kultur und Geschichte. Videofilm. München/Berlin, Verlag Kölner Dom e. V./Deutscher Kunstverlag, in Zusammenarbeit mit dem Westdeutschen Rundfunk, 1998 (sehr vereinfacht mit einigen Elementen auch unter www.koelner-dom.de).
- Das Kölner Dom Jubiläumsbuch 1980, Köln 1980
- Taschenbuch zur Geschichte, Architektur und Ausstattung des Kölner Doms. Köln 1980
- Max Hasak: Der Dom zu Köln, Berlin 1911 online

성당의 건축과 장식에 대한 자료
- Ludger Honnefelder, Norbert Trippen, Arnold Wolff. (1998). Dombau und Theologie im mittelalterlichen Köln: Festschrift zur 750-Jahrfeier der Grundsteinlegung des Kölner Domes und zum 65. Geburtstag von Joachim Kardinal Meisner(Studien zum Kölner Dom Band 6). Verlag Kölner Dom e.V. ISBN 3-922442-27-7
- Ulrich Back und Thomas Höltken: Die Baugeschichte des Kölner Domes nach archäologischen Quellen. Befunde und Funde aus der gotischen Bauzeit (Studien zm Kölner Dom Band 10), Verlag Kölner Dom, Köln 2008, ISBN 978-3-922442-56-1.
- Dieter Breuers: Fenster, Pfeiler und Gewölbe: die Geschichte des Kölner Doms, Bastei-Lübbe, Bergisch Gladbach 1999, ISBN 3-404-14252-7
- Emanuel Gebauer: Fritz Schaller. Der Architekt und sein Beitrag zum Sakralbau im 20. Jahrhundert (= Stadtspuren 28), Köln 2000, ISBN 3-7616-1355-5. (Druckfassung von: Emanuel Gebauer: Das „Thing“ und der Kirchenbau. Fritz Schaller und die Moderne 1933–74, Phil. Diss. Mainz 1995.)
- Ulrich Krings, Rainer Will (Hrsg.): Das Baptisterium am Dom. Kölns erster Taufort, Greven, Köln 2009, ISBN 978-3-7743-0423-9.
- Alexander Lasch: Fensterweihe und Fensterstreit. Die Katholische Kirche und der mediale Diskurs, In: Ekkehard Felder und Marcus Müller (Hgg.). Wissen durch Sprache. Theorie, Praxis und Erkenntnisinteresse des Forschungsnetzwerks „Sprache und Wissen“ (Sprache und Wissen 3). Verlag Walter de Gruyter, Berlin, New York 2009, S. 337-369. ISBN 3-11-020743-5, ISBN 978-3-11-020743-9
- Rolf Lauer: Der Schrein der Heiligen Drei Könige (Meisterwerke des Kölner Domes Band 9), Verlag Kölner Dom, Köln 2006, 104 S., 134 farb. und 111 sw-Abb., ISBN 3-922442-53-6, ISBN 978-3-922442-53-0
- Sebastian Ristow: Die frühen Kirchen unter dem Kölner Dom: Befunde und Funde vom 4. Jahrhundert bis zur Bauzeit des alten Domes, Verl. Kölner Dom, Köln 2002, ISBN 3-922442-43-9
- Christa Schulze-Senger, Wilfried Hansmann: Der Clarenaltar im Kölner Dom. Dokumentation der Untersuchung, Konservierung und Restaurierung (Arbeitsheft der rheinischen Denkmalpflege Band 64), Wernersche Verlagsgesellschaft, Worms 2005, ISBN 3-88462-211-0.
- Regina E. G. Schymiczek: Über deine Mauern, Jerusalem, habe ich Wächter bestellt… Zur Entwicklung der Wasserspeierformen am Kölner Dom, (Europ. Hochschulschriften: Reihe 28, Kunstgeschichte, 402). Europ. Verlag der Wissenschaften, Frankfurt/M., Berlin, Bern, Bruxelles, New York, Oxford, Wien 2004. Zugl. Diss. Bochum 2003, ISBN 3-631-52060-3
- Regina E. G. Schymiczek, Heribert Schulmeyer: Willibrord der Wasserspeier, Verlag Kölner Dom, Köln 2002, ISBN 3-922442-46-3.
- Marc Steinmann: Die Westfassade des Kölner Domes. Der mittelalterliche Fassadenplan F, Verlag Kölner Dom, Köln 2003, ISBN 3-922442-50-1
- Franz Johann Joseph Bock: Der Kunst- und Reliquienschatz des Kölner Doms, hrsg. von dem Vorstande des christlichen Kunst-Vereins zu Köln, Köln 1870;

장식물에 대한 전문적인 자료
- Wolfgang Hartmann: „Historische Wahrheit – Künstlerische Weihe“ – Der historische Festzug zur Einweihung des Kölner Domes 1880 und die Wandbilder im Gürzenich. In: Wallraf-Richartz-Jahrbuch, Bd. XLI, Köln 1980, S. 223–244.
- Wolf Schneider: Der Kölner Dom – Wie die Deutschen zu ihrem Weltwunder kamen (Hamburg 1991), ISBN 3-570-09259-3.
- Franz Johann Joseph Bock: Der Kunst- und Reliquienschatz des Kölner Doms, hrsg. von dem Vorstande des christlichen Kunst-Vereins zu Köln, Köln 1870.
- Der Kölner Dom im Jahrhundert seiner Vollendung. Katalog zur Ausstellung der Historischen Museen in der Josef-Haubrich-Kunsthalle Köln vom 16. Oktober 1980 bis 11. Januar 1981. Hrsg. von Hugo Borger. 3 Bde. Köln 1980.
- Max Hasak: Der Dom zu Köln, Berlin 1911 online.
- Joachim M. Plotzek: Zur Geschichte der Kölner Dombibliothek, In: Glaube und Wissen im Mittelalter. Katalogbuch zur Ausstellung. München 1998, S. 15–64. online.
- Goswin Frenken: Die Kölner Domschule im Mittelalter, in: Veröffentlichungen des Kölnischen Geschichtsvereins 5. Köln 1930, S. 235–256 online.